# Televisión en España

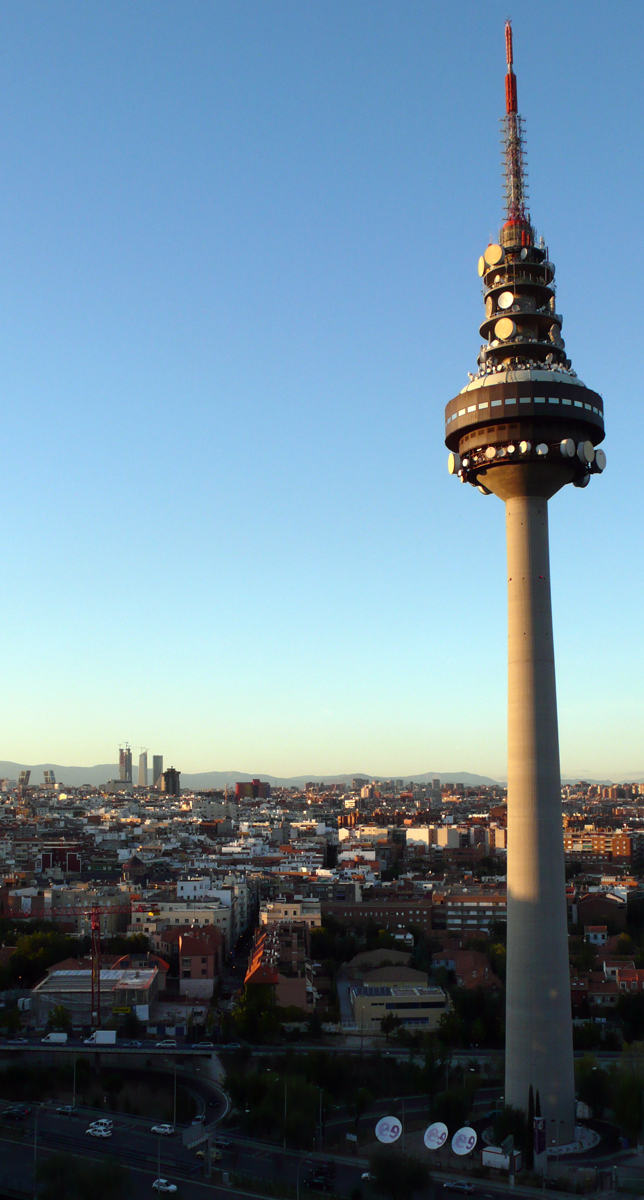
Torrespaña, centro de emisión de TVE desde 1982.

La televisión en España, como en la mayor parte de los países europeos y al igual que sucede con la radiodifusión, está considerada como un servicio público y sigue un modelo mixto en el que conviven emisoras privadas o comerciales, con emisoras de titularidad pública, ya sean propiedad del Estado (TVE), como de las distintas Comunidades Autónomas (Regiones) del país. Se trata del principal medio de comunicación del país. En 2005, un 99,6% de viviendas españolas disponía de al menos un aparato de televisión. En el periodo 2005-2019, la cifra cayó ligeramente hasta el 98,5%. Pese a ello, sigue siendo el medio elegido por los ciudadanos para la información y el entretenimiento. Desde sus inicios ha sufrido diversas modificaciones tecnológicas y de regulación legal.

## Marco jurídico

### Antecedentes
Durante los primeros años de la televisión en España, no hubo una regulación específica, diferenciada de la que ordenaba la radifusión. Así, en 1951, se crea el Ministerio de Información y Turismo, al que se incorpora la Dirección General de Radiodifusión, con competencias sobre los servicios de radio y televisión. En 1960, este  centro directivo modifica su denominación por el de Dirección General de Radiodifusión y Televisión. Concretamente el Decreto 2460/1960, de 29 de diciembre, le atribuye en su artículo 1 que la Dirección General de Radiodifusión y Televisión la misión de estructurar, organizar y cuidar el funcionamiento del servicio público de radiodifusión de sonidos e imágenes, en todos sus aspectos por medio de la dirección y gestión de instalaciones propias y de la regulación, fomento y fiscalización de las actividades de las restantes, así como de los medios técnicos transmisores y receptores, y ejecutar las Órdenes que el Ministerio dicte en materia de radiodifusión para el mejor desarrollo y perfeccionamiento de los servicios existentes o de cualquiera otros que los progresos económicos permitan.
Finalmente, el Decreto 2509/1973, de 11 de octubre, por el que se reorganizan determinados Servicios del Ministerio de Información y Turismo procede a la creación de un servicio público al que se llamó RTVE (Radio Televisión Española) llamado a ejercer las competencias sobre la materia y que se habría de regirse por las disposiciones de la Ley de Régimen de Entidades Estatales Autónomas, de 26 de diciembre de 1958.
La primera gran norma aprobada en Democracia fue la Ley 4/1980, de 10 de enero, de Estatuto de la Radio y la Televisión, que establece que La radiodifusión y la televisión son servicios públicos esenciales cuya titularidad corresponde al Estado. Además, define la televisión como la producción y transmisión de imágenes y sonidos simultáneamente, a través de ondas o mediante cables destinados mediata o inmediatamente al público en general o a un sector del mismo, con fines políticos, religiosos culturales, educativos, artísticos, informativos, comerciales, de mero recreo o publicitarios. Se abría por primera vez la posibilidad de romper el monospolio estatal en la gestión de cadenas de televisión, al indicarse que El Gobierno podrá conceder a las Comunidades Autónomas, previa autorización por Ley de las Cortes Generales, la gestión directa de un canal de televisión de titularidad estatal que se cree específicamente para el ámbito territorial de cada Comunidad Autónoma.
Siguientes hitos jurídicos fueron la Ley 46/1983, de 26 de diciembre, reguladora del tercer canal de televisión, que autorizaba al Gobierno para que tomara las medidas necesarias para la puesta en funcionamiento de un tercer canal de televisión de titularidad estatal y para otorgarlo, en régimen de concesión, en el ámbito territorial de cada Comunidad Autónoma, previa solicitud de los órganos de gobierno de éstas, y en los términos previstos en los respectivos Estatutos de Autonomía, en el Estatuto de la Radio y la Televisión, en sus disposiciones complementarias de orden técnico y en la presente Ley.
La Ley 10/1988, de 3 de mayo, de Televisión Privada, que reguló la gestión indirecta del servicio público esencial de la televisión, cuya titularidad corresponde al Estado español. Ley 37/1995, de 12 de diciembre, de Telecomunicaciones por Satélite y la Ley 42/1995, de 22 de diciembre, de las telecomunicaciones por cable.
Finalmente, cabe mencionar la Ley 17/2006, de 5 de junio, de la radio y la televisión de titularidad estatal  estableció el régimen de RTVE. Más tarde, con la Ley 7/2009, de 3 de Julio, de Medidas Urgentes en Materia de Telecomunicaciones, se permitió la fusión de las cadenas de ámbito estatal; finalmente se promulgó la Ley 7/2010, de 31 de marzo, General de la Comunicación Audiovisual, derogada en 2022.

### Regulación vigente
El artículo 20 de la Constitución Española de 1978 garantiza:

El Derecho a comunicar o recibir libremente información veraz por cualquier medio de difusión  (...).
1. El ejercicio de estos derechos no puede restringirse mediante ningún tipo de censura previa.
2. La ley regulará la organización y el control parlamentario de los medios de comunicación social dependientes del Estado o de cualquier ente público y garantizará el acceso a dichos medios de los grupos sociales y políticos significativos, respetando el pluralismo de la sociedad y de las diversas lenguas de España.
3. Estas libertades tienen su límite en el respeto a los derechos reconocidos en este Título, en los preceptos de las leyes que lo desarrollen y, especialmente, en el derecho al honor, a la intimidad, a la propia imagen y a la protección de la juventud y de la infancia.
4. Sólo podrá acordarse el secuestro de publicaciones, grabaciones y otros medios de información en virtud de resolución judicial.

Por su parte, la norma que regula el sector es la Ley 13/2022, de 7 de julio, General de Comunicación Audiovisual, dictada de conformidad con la Directiva 2010/13/UE del Parlamento Europeo y del Consejo, de 10 de marzo de 2010, sobre la coordinación de determinadas disposiciones legales, reglamentarias y administrativas de los Estados miembros relativas a la prestación de servicios de comunicación audiovisual.
La Ley señala una serie de principios que deben regir la comunicación audiovisual, como son el respeto por la dignidad humana y los valores consitucionales, el pluralismo ideológico y político y la diversidad cultural y lingüística de la sociedad, la igualdad de género e imagen de las mujeres y las personas con discapacidad, así como la veracidad de la información.
En lo que se refiere, concretamente al servicio de comunicación audiovisual televisivo, es calificado como un servicio de interés general que se presta al amparo de los derechos constitucionales a la libertad de expresión, a comunicar y recibir información, a participar en la vida política y social y a la libertad de empresa. La prestación del servicio de comunicación audiovisual televisivo mediante ondas hertzianas terrestres (entendiendo por tal el que se presta para el visionado simultáneo de programas y contenidos audiovisuales sobre la base de un horario de programación) requerirá licencia previa otorgada mediante concurso por la autoridad audiovisual competente según el ámbito territorial (Estado, Comunidad Autónoma o Ayuntamiento). Para preservar la libre competencia, se prohíbe disponer de un número de licencias cuya audiencia agregada supere el 27% del total durante los 12 meses consecutivos anteriores a la adquisición. Ese límite deja de aplicarse una vez obtenida la licencia. Las licencias se conceden por 15 años, renovables automáticamente por periodos iguales siempre que no haya causas inhabilitantes.
Frente a él Servicio de comunicación audiovisual que se presta para el visionado de programas y contenidos audiovisuales en el momento elegido por el espectador y a su propia petición sobre la base de un catálogo de programas seleccionado por el prestador del servicio solo requiere de comunicación fehaciente ante la autoridad audiovisual competente y previa al inicio de la actividad.
Finalmente, debe mencionarse la Ley 9/2014, de 9 de mayo, General de Telecomunicaciones, regula por su parte la televisión por cable.

## Historia
Durante sus primeros 25 años de vida, y debido al monopolio estatal en las emisiones televisivas se puede considerar que la historia de la televisión en España es la historia de Televisión Española, única emisora permitida y perteneciente al Estado. A principios de la década de 1980 aparecen las televisiones autonómicas (o regionales), también públicas y propiedad de las comunidades autónomas. Es en 1990 cuando aparece finalmente la competencia comercial, con la concesión de emitir las cadenas privadas Antena 3, Telecinco y Canal+. El final de la década será testigo del auge de las plataformas digitales con Canal Satélite Digital, cuya pujanza comienza a decaer con el nuevo siglo. En los años 2000 se amplían las licencias de emisión nacional a Cuatro y LaSexta. No obstante, una serie de fusiones empresariales conducen a que durante la década de 2010 se produzca a nivel nacional, y junto a la pervivencia de la televisión pública, un duopolio de facto entre los conglomerados audiovisuales Atremedia y Mediaset España. La transición a la TDT y sobre todo la llegada de las plataformas de pago por visión en streaming han modificado desde 2010 los esquemas de visionado tradicional de televisión en España.

### Orígenes

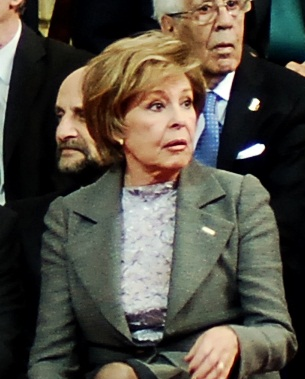
Laura Valenzuela, la primera presentadora de televisión en España

24 años antes de la primera emisión televisiva en España, ya se habían realizado algunas pruebas de retransmisión. En 1932, el ingeniero Vicente Guiñau captó desde Barcelona y con una televisión adquirida en Inglaterra, algunas frecuencias extranjeras. En 1934, Joaquín Sánchez Cordovés, el primer licenciado en Telecomunicaciones en España, realizó algunas retransmisiones para el público desde la Sala Werner de Barcelona, con un aparato que él mismo había construido. Después de la Guerra Civil en la Feria de Muestras de 1948, la compañía holandesa Philips retransmitió simultáneamente desde distintos televisores, la señal captada desde un plató cercano donde actuaban algunos artistas y cantantes. Ese año, con la misma tecnología, se emitió una corrida de toros desde la plaza Vista Alegre de Madrid.
Tras esta breve experiencia, entre el 1 de noviembre de 1950 y la primavera de 1952 se realizan las primeras emisiones experimentales en un laboratorio de RNE del Paseo de La Habana de Madrid, cuyas emisiones eran captadas solo por quince televisores en la capital. A partir de octubre de 1952 se establecen horarios en pruebas que dependían de RNE, por lo que recibían el nombre de Televisión de Radio Nacional de España. En un principio, los programas son ocasionales y se hacen por encargo una vez a la semana. El 13 de febrero de 1953 las emisiones pasaron a emitirse dos días por semana durante un par de horas. Hubo incluso una emisión en diferido del primer encuentro televisado de la historia del fútbol español, entre el Real Madrid y el Racing de Santander, empleando equipos cedidos por Marconi Española. La frecuencia, la duración y la variedad fue aumentando hasta el verano de 1955, momento en que se detuvieron para instalar nuevos equipos con vistas a la creación de Televisión Española.

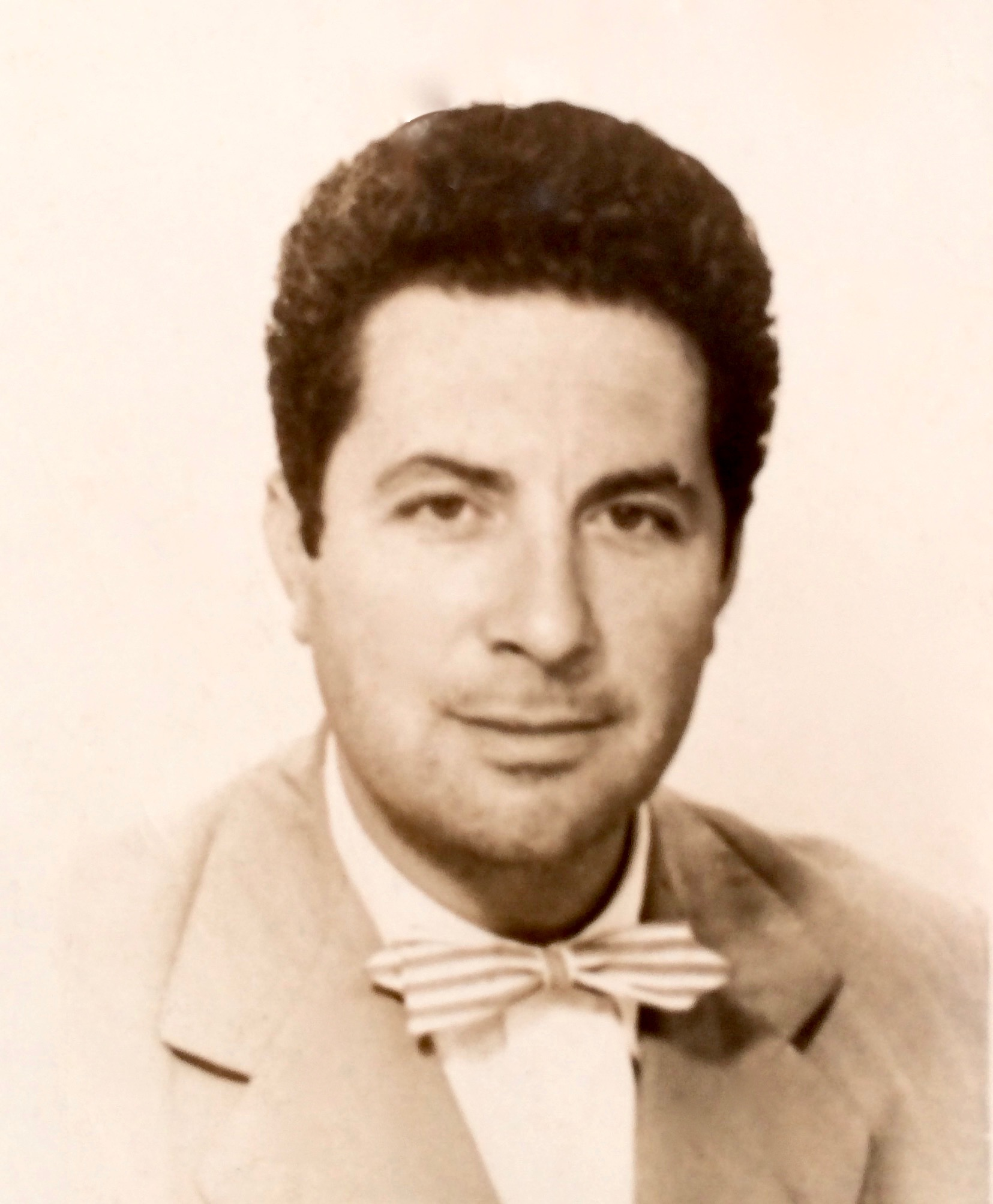
Ángel de Echenique, presentador de Hacia la fama y Festival Marconi

Las emisiones de Televisión Española comenzaron de forma oficial el 28 de octubre de 1956 a las 18:15 horas en territorio español desde los pequeños estudios disponibles en el Paseo de La Habana de Madrid. TVE inició su programación en abierto para unos 600 televisores, todos ellos situados en Madrid. Durante sus primeros meses de existencia la emisión diaria no excedía de 3 horas, alcanzándose las 4 ya en 1957. De la precariedad de medios da cuenta la nómina de directores y realizadores, que en el momento se reducían a 4: Alfredo Castellón, Pedro Amalio López, Fernando García de la Vega y Antonio Ozores, incorporándose pronto Gustavo Pérez Puig y Juan Guerrero Zamora. La plantilla de rostros que aparecían en pantalla era aun más exigua: Laura Valenzuela, David Cubedo y Jesús Álvarez, y ya en 1957 Blanca Álvarez y Mariano Medina.
En cuanto a la programación, emitida en su integridad en directo, junto al espacio informativo que desde el 15 de septiembre de 1957 pasó a llamarse Telediario, convivían espacios de variedades, que fueron ganando en espectacularidad con el paso del tiempo y en ocasiones patrocinados por marcas comerciales (La hora Philips (1957), Festival Marconi (1957) o Gran Parada (1959-1963), concursos - Preguntas al espacio (1958) -, programas de humor como La Goleta (1958) o los primeros espacios de ficción, tanto embriones de sitcom - Los Tele-Rodríguez (1957), como teatro televisado - Fila Cero (1958), Teatro Apolo (1958).
Por otro lado, España fue uno de los países pioneros en Europa en emitir telefilmes estadounidense. Siendo el primero Patrulla de tráfico (1957), al que seguirían, entre otras, Te quiero Lucy, Las aventuras de Rin tin tin e Investigador Submarino, todas ellas en 1958 y que desde el primer momento gozaron del favor de la audiencia.
El 15 de febrero de 1959, la televisión llegaba a la Barcelona, coincidiendo con la retransmisión del partido de fútbol Real Madrid-Fútbol Club Barcelona. Unos meses más tarde, el 14 de julio, se inauguraban los Estudios de Miramar en la Ciudad Condal.

### Tardofranquismo (1960-1975)
La década de 1960 supuso la extensión de la red de televisión a todo el territorio nacional, alcanzando finalmente las Islas Canarias en 1964.

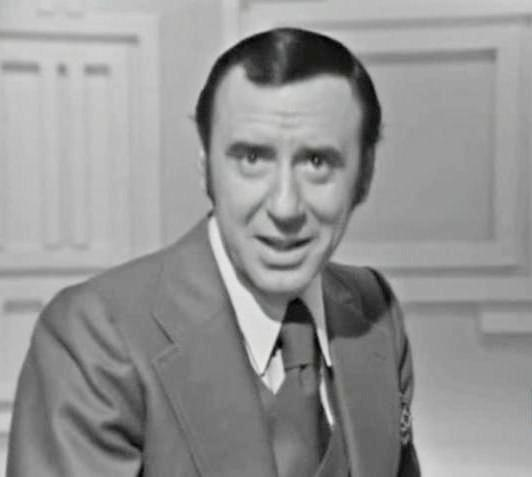
Joaquín Prat, presentó en los años 1960 Un millón para el mejor y Galas del sábado

Por otro lado, la retransmisión de la boda entre Balduino de Bélgica y Fabiola de Mora y Aragón el 15 de diciembre de 1960, supuso el enlace definitivo con los sistemas de Eurovisión. Otro avance fundamental fue la llegada, en 1960, del magnetoscopio, que permitía la grabación de programas y su posterior emisión, soslayando de ese modo las limitaciones del directo.

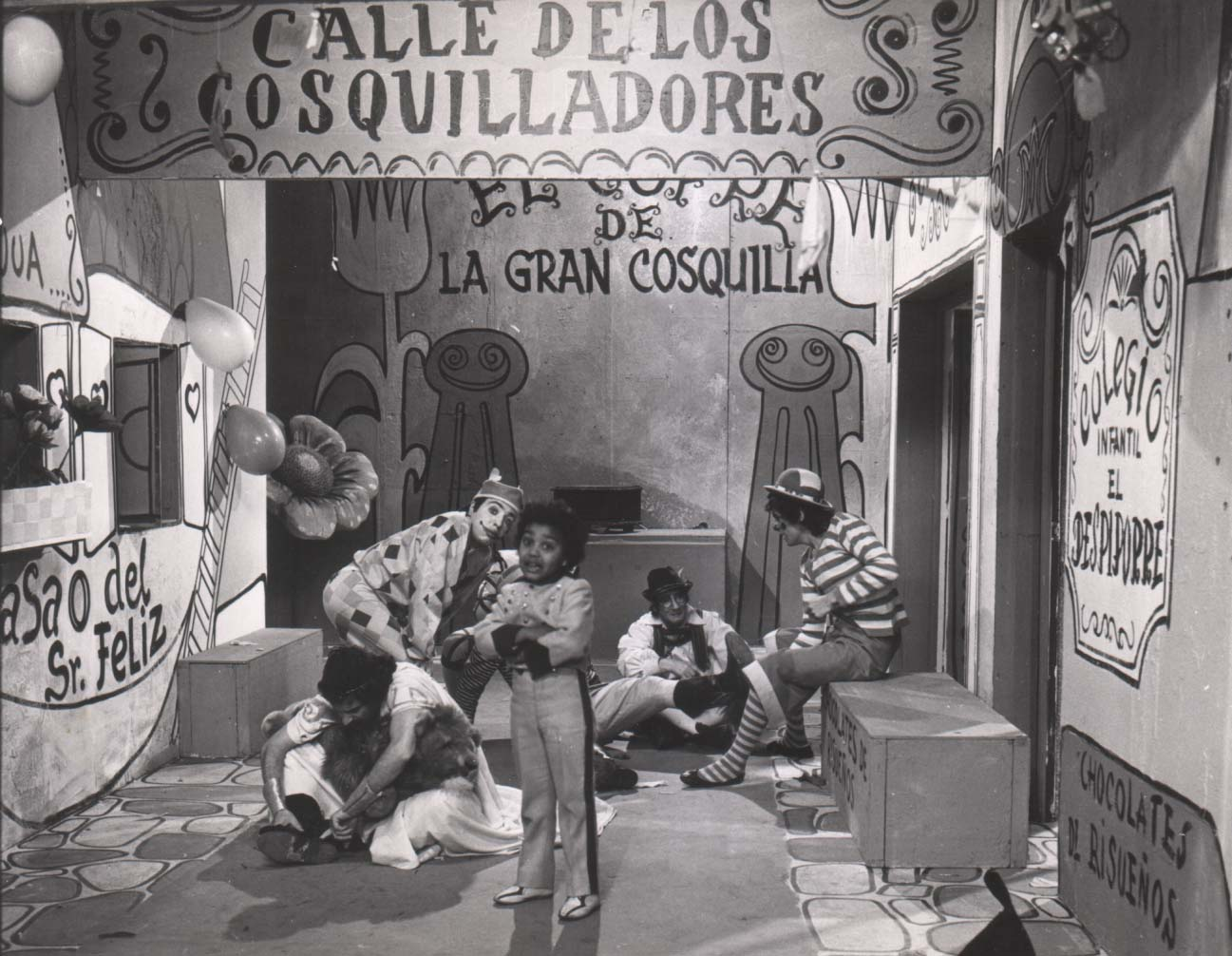
Los Chiripitifláuticos

En 1964 se inauguraban los Estudios de Prado del Rey, lo que implicaba una ventana de oportunidades para la creación televisiva, pues se pasaba de 1.200 a 3.064 metros cuadrados. Propiciaba también la eclosión de la edad de oro de los programas dramáticos, con teatro y novelas televisados. Dan cuenta de ello, espacios como Primera fila (1962-1965), Estudio 1 (1965-1984) o Novela (1962-1979). Al tiempo se incorporaban al medio grandes creadores como Narciso Ibáñez Serrador (Historias para no dormir), Jaime de Armiñán, Adolfo Marsillach o Pilar Miró. El panorama de la ficción española se completó con series como La casa de los Martínez (1966-1970) o Crónicas de un pueblo (1971-1974).
Fue la época en la que también se consolidan los concursos: X-O da dinero (1959-1960), Cesta y puntos (1965-1971), Un millón para el mejor (1968-1969) y ya en los 70 el concurso por excelencia en la historia de la televisión en España: Un, dos, tres...Responda otra vez (1972-2004). En los albores de la telerrealidad se emitían con gran éxito programas como Ésta es su vida (1962-1968) o Reina por un día (1964-1965). Hubo también un mayor interés por atraer a la audiencia infantil con espacios muy bien aceptados por los niños como Día de fiesta (1965-1969), con la marionetista Herta Frankel, Los Chiripitifláuticos (1966-1974), Con vosotros (1970-1974), Hoy también es fiesta (1970-1975) o La casa del reloj (1971-1974). Por otro lado, en 1964 había llegado la técnica del play back al país, con el programa de éxito Escala en hi-fi (1961-1967), que abrió las puertas a un tiempo de grandes programas musicales y de variedades, como Amigos del martes (1961-1964) o Galas del sábado (1968-1970).
Por su parte, la ficción estadounidense seguía contando con el favor mayoritario del público, con series como Bonanza  (1962), El virginiano (1964), El fugitivo (1965), Misión imposible (1967) o Colombo (1973).

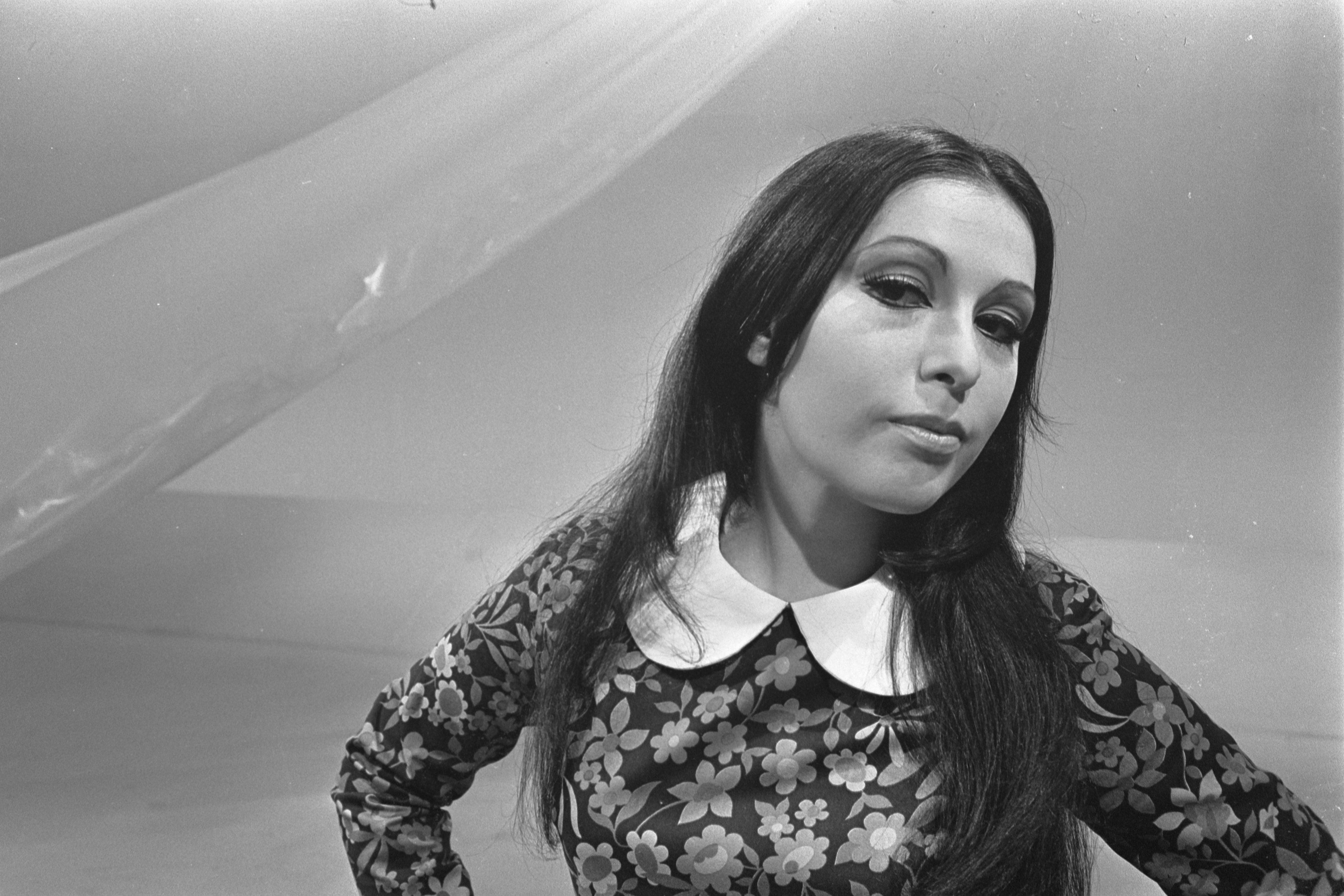
Massiel, ganadora de Eurovisión 1968

En 1966 comenzaba sus emisiones en pruebas el segundo canal de TVE, La 2, conocido en aquel momento como el UHF, un canal con una audiencia más reducida y centrado en áreas de seguimiento minoritario en el periodo (cultura, deporte, música).
Fue esta también una etapa - los años del desarrollismo y la apertura al turismo exterior - en la que las autoridades del régimen se esforzaron en mejorar su imagen internacional. Y una buena forma de lograrlo fueron los concursos internacionales de televisión en los que durante este periodo, España consiguió muy buenos resultados: Solo en el Festival de Televisión de Montecarlo alcanzaron la Ninfa de Oro, Historias para no dormir (El asfalto, 1967),Historia de la frivolidad (1968) - ambas de Ibáñez Serrador -, El Irreal Madrid (1969), de Valerio Lazarov, La cabina (1972) y Los pajaritos (1974), las dos últimas de Antonio Mercero.
Uno de los grandes hitos del periodo fue la llegada de la televisión en color al país, con la adopción del sistema PAL. La primera grabación en color fue el Festival de la Canción de Eurovisión de 1969 desde Madrid (el año anterior Massiel había ganado el certamen y ese año, lo haría, en empate, Salomé).
La etapa finaliza con la muerte de Francisco Franco el 20 de noviembre de 1975 con el oportuno comunicado emitido por televisión en voz del entonces Presidente del Gobierno Carlos Arias Navarro, y la célebre frase Españoles, Franco ha muerto. Se iniciaba el camino hacia la instauración de un régimen democrático.

### Transición (1976-1982)

Tip y Coll

Durante esta etapa TVE, convertida en Ente público, por efecto de la Ley de 1980 mantuvo su monopolio. Fue un tiempo políticamente convulso en el país, lo que tuvo su reflejo en la propia televisión pública, que en siete años, tuvo siete directores generales distintos.

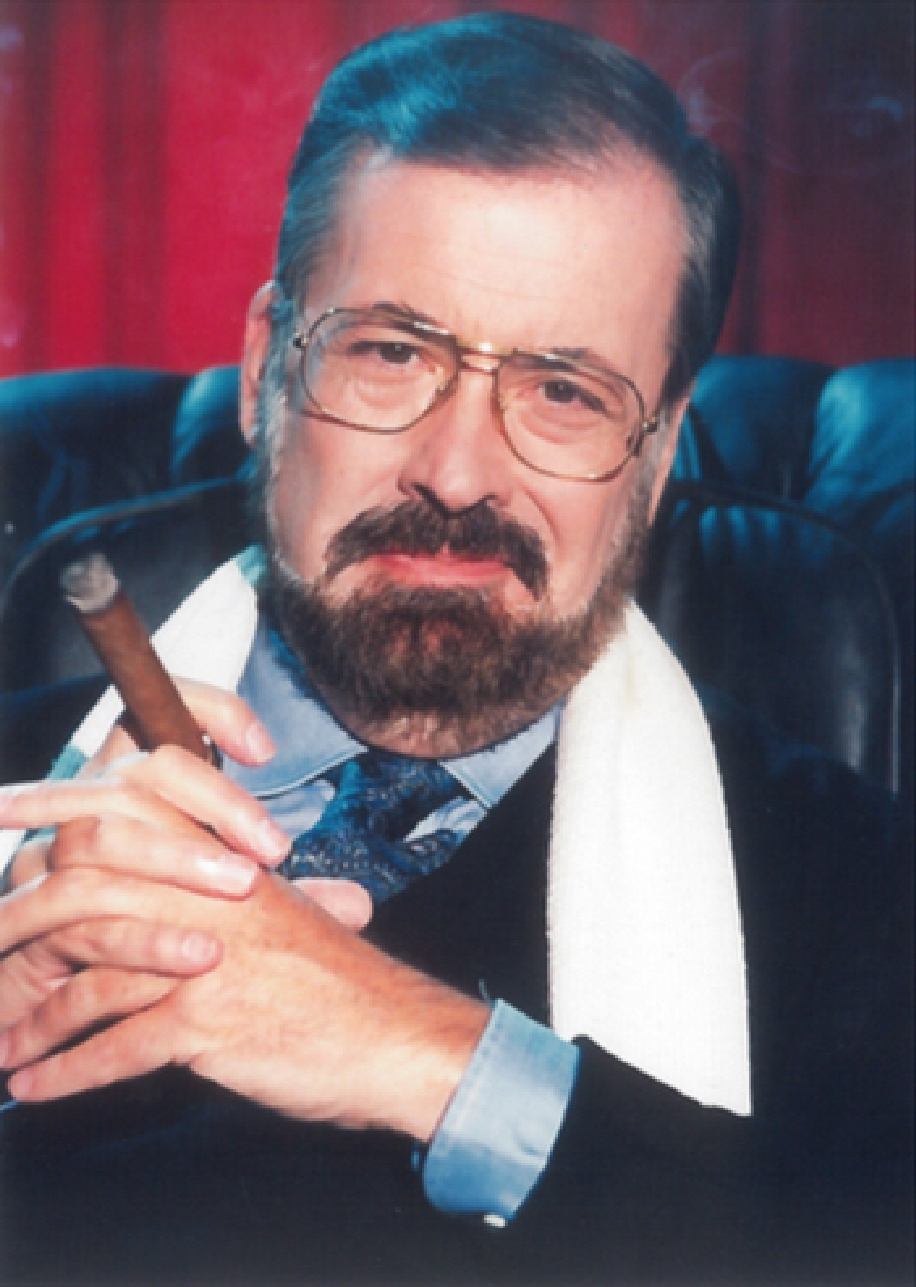
Narciso Ibáñez Serrador

La llegada de las libertades hizo comprender al nuevo Presidente del Gobierno, Adolfo Suárez (que previamente había sido director general de RTVE), que la pequeña pantalla era el vehículo ideal para asentar y difundir entre la población los nuevos valores democráticos así como ensalzar la figura del nuevo jefe del estado, Juan Carlos I. El contrapeso se situó en el Congreso de los Diputados que finalmente iba a tener capacidad para controlar la acción del Gobierno sobre los contenidos que emitía la televisión pública, y que permitió a los partidos de la oposición lanzar la crítica siempre que así lo entendieran necesario. De igual manera, la existencia de una prensa libre trajo como consecuencia que medios ajenos por primera vez tuvieron la ocasión de denostar las actuaciones gubernamentales.
Una primera y evidente muestra del cambio fue la remodelación de los informativos. Se pasó de un modelo en el que lo que se dio en llamar busto parlante se limitaba a leer comunicados que previamente habían pasado por el ojo de la censura a noticieros más cercanos y didáctivos. Esto no impidió continuos relevos, destituciones o dimisiones por discrepancias en la manera de afrontar la información. Claro ejemplo fue la dimisión conjunta en enero de 1978 de los directores de las cuatro ediciones de Telediario, Eduardo Sotillos, Lalo Azcona, Pedro Macía y Miguel Ángel Gozalo por entender que su margen de autonomía se veía recortado por la reestructuración de los informativos.

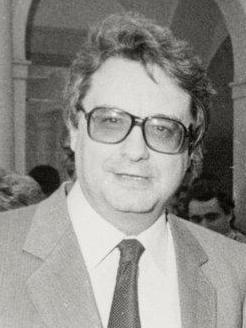
Eduardo Sotillos, presentador de Telediario durante esta etapa

Por otro lado, la libertad de expresión - pese al mantenimiento de conatos de censura en esta época - permitió el nacimiento de los programas de tertulia en los que se podía abordar casi cualquier temática, incluso la política. El pionero fue La clave (1976-1993), de José Luis Balbín que marcó el camino de otros en los siguientes años, como Su turno (1981-1983), de Jesús Hermida. Las críticas incipientes y más o menos veladas a las políticas gubernamentales también llegaron desde la ironía y los dobles sentidos (Vivir para ver, 1976-1977, de Alfredo Amestoy) o el humor (Tip y Coll en 625 líneas, 1977-1979).
Del mismo modo, proliferaron los espacios de entrevistas a personajes de relevancia y sin mayores cortapisas, inviables hasta pocos años antes. A este género pertenecen A fondo (1976-1981), con Joaquín Soler Serrano, Dos por dos (1978), con Isabel Tenaille y Mercedes Milá, De cerca (1980-1981), de Hermida o con un enfoque más innovador Esta noche (1981-1982), dirigido por Fernando García Tola y presentado por Carmen Maura.

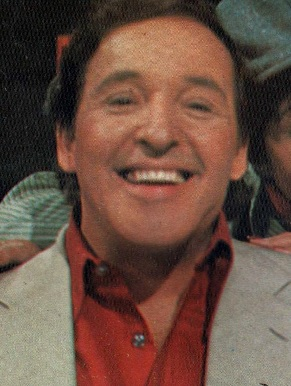
Torrebruno, presentador numerosos programas infantiles

Fue también una edad dorada de los programas musicales y de variedades en los que marcaron terreno José María Íñigo - Directísimo (1975-1976), Esta noche fiesta (1976-1977) -, José Luis Uribarri - Aplauso (1978-1983) - y José Antonio Plaza - 625 líneas (1976-1981) -. En La 2, espacio destinado a audiencias minoritarias tuvieron cabida los primeros programas que recogían corrientes contraculturales y residuales, de la mano de Paloma Chamorro, Carlos Tena - Popgrama (1977-1981) - o Àngel Casas - Musical Express (1978-1983)-.
Los programas infantiles tuvieron en la década dos figuras de referencia: María Luisa Seco, que copó las tardes durante casi todo el periodo con el contenedor Un globo, dos globos, tres globos (1974-1979), y el italiano Rocco Torrebruno, que monopolizó las mañanas de los sábados entre 1975 y 1982 en sucesivos programas, desde La guagua (1975-1977) hasta Sabadabada (1981-1982). Y junto a ellos el éxito sin precedentes de Los payasos de la tele y su El gran circo de TVE (1973-1983).

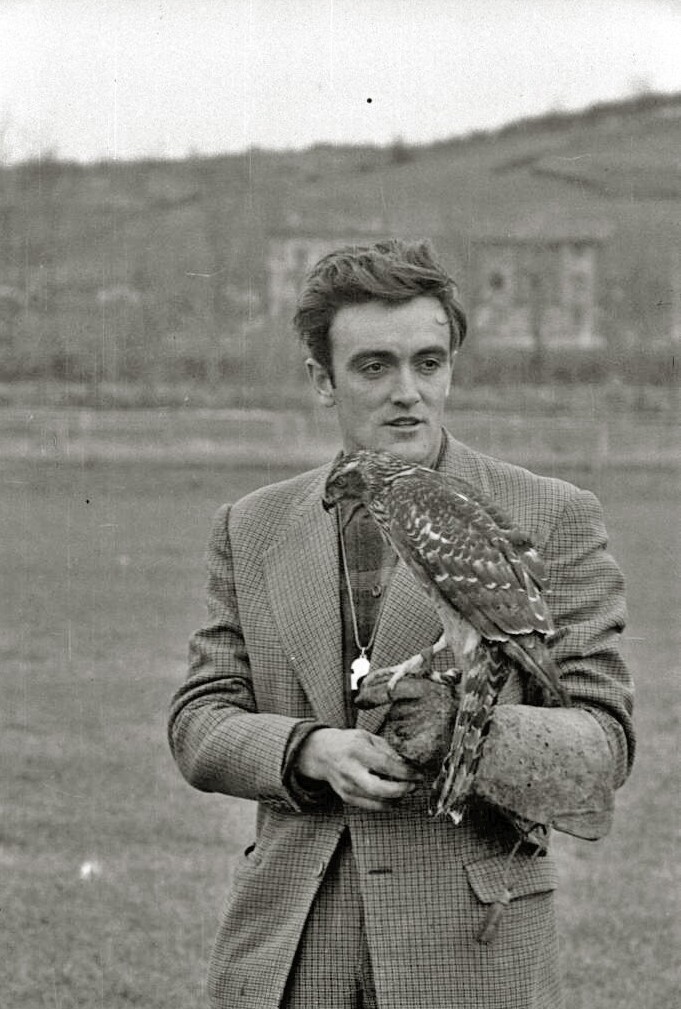
Félix Rodríguez de la Fuente, artífice de El hombre y la Tierra

Mención especial, merecen los programas de reportajes y documentales, con una posición destacada de Informe Semanal (en antena desde 1973), pero también la labor realizada por periodistas en zonas de conflicto que se pudo ver en Los reporteros (1974-1976). También en el terreno del documental, pero desde una perspectiva muy alejada de la anterior, El hombre y la Tierra (1974-1981) de Félix Rodríguez de la Fuente, uno de los mayores éxitos en la historia de la televisión en España. En un campo totalmente distinto no puede obviarse la importancia que tuvo durante décadas el programa deportivo Estudio estadio (desde 1973).
En el terreno de la ficción, junto a los dos grandes éxitos del momento, Curro Jiménez (1976-1978) y Verano azul (1981-1982), es la época de las adaptaciones de grandes obras de la Literatura española, como fueron las series La saga de los Rius (1976), Cañas y barro (1978), La barraca (1979), Fortunata y Jacinta (1980) o Los gozos y las sombras (1982). En cualquier caso, se mantuvo la preeminencia de las series estadounidenses como La casa de la pradera, Los ángeles de Charlie, Starsky y Hutch, Con ocho basta y algunas de especial calidad como Raíces y Holocausto. No obstante hubo mayor cabida para la producción europea: Yo Claudio, Sandokán, Un hombre en casa o Poldark. Hecho destacado fue la llegada del anime japonés a España con Heidi, un auténtico fenómeno social en su momento, que abrió pasó a otras series como Marco, Mazinger Z o La abeja Maya.
El final de la época se vislumbraba con el comunicado televisado el 29 de enero de 1981 en el que Adolfo Suárez, en directo desde La 1, anunciaba su dimisión como presidente del Gobierno. Menos de un mes después las cámaras de TVE mostraron al mundo las imágenes de la toma del Congreso de los Diputados en el intento de golpe de Estado del 23 de febrero de 1981, después de que sus propias instalaciones hubieran sido ocupadas por los militares golpistas. El mensaje de Juan Carlos I emitido por televisión a la 1,14 de la madrugaba significaba el principio del fin del levantamiento.
Un año y medio más tarde, el Partido Socialista Obrero Español resultaba vencedor en las elecciones de 28 de octubre de 1982, iniciándose con ello una nueva etapa en la historia de la televisión en España.

### Década de 1980
El 8 de diciembre de 1982, José María Calviño era nombrado director general de RTVE. Su pretensión fue traer una renovación total de contenidos y estética a la cadena, relevando a muchos de sus rostros de siempre y contemporizando con unos tiempos que en lo cultural estuvieron marcados por la llamada movida madrileña. Surgen así nuevas fórmulas innovadoras como el infantil-juvenil La bola de cristal (1984-1988) de Lolo Rico, o en La 2, La edad de oro (1983-1985) de Paloma Chamorro o Si yo fuera presidente (1983-1985) de García Tola.

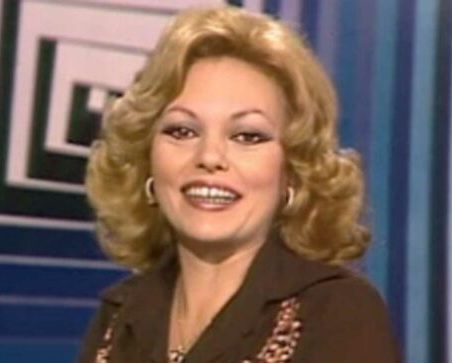
Mayra Gómez Kemp, presentadora de Sabadabada y Un, dos, tres...Responda otra vez en los 80

No obstante esta etapa, como la anterior, también vivió momentos muy convulsos en cuanto a la libertad de actuación de los responsables de informativos, con ceses o dimisiones, en pocos meses de profesionales de la talla de José Luis Balbín, Paloma Gómez Borrero, Rosa María Mateo o Luis Mariñas.
En 1986 Pilar Miró relevaba a Calviño al frente del ente público convirtiéndose así en la primera mujer directora general de RTVE, considerada más afín a Felipe González, frente a su predecesor, apadrinado por Alfonso Guerra.

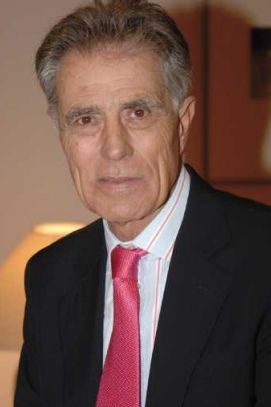
Jesús Hermida, presentó en los 80 De cerca, Su turno y Por la mañana

Con Miró, comienzan las emisiones matinales en 1986, y un año más tarde Jesús Hermida se encargaba de poner en marcha un gran magacín en esa franja, siguiendo modelos estadounidenses, Por la mañana (1987-1989), cantera por otro lado de futuras estrellas de la televisión como María Teresa Campos, Nieves Herrero, Irma Soriano, Consuelo Berlanga o Miriam Díaz-Aroca.
De entre los programas infantiles, el más destacado de la época fue Barrio Sésamo (1979-2000), y en especial Espinete, su muñeco protagonista. Se trataba del remedo español del estadounidense Sesame Street. También muy seguidos fueron El kiosko (1984-1987) y Cajón desastre (1988-1991). Importante fue igualmente la figura de Claudio Biern Boyd que inició una fructífera etapa de colaboración con estudios de animación japoneses para producir anime con génesis española y que dio lugar a Ruy, el pequeño Cid (1980), D'Artacán y los tres mosqueperros (1982-1983), La vuelta al mundo de Willy Fog (1984) y David, el gnomo (1985). 
Los musicales supieron conectar con el gusto del público más joven, con Tocata (1983-1987) y Rockopop (1988-1992) a la cabeza. Aunque también hubo un lugar para una audiencia mayor, con programas de variedades y música más adulta como Entre amigos (1985-1994), de José Luis Moreno y Sábado noche (1987-1989).

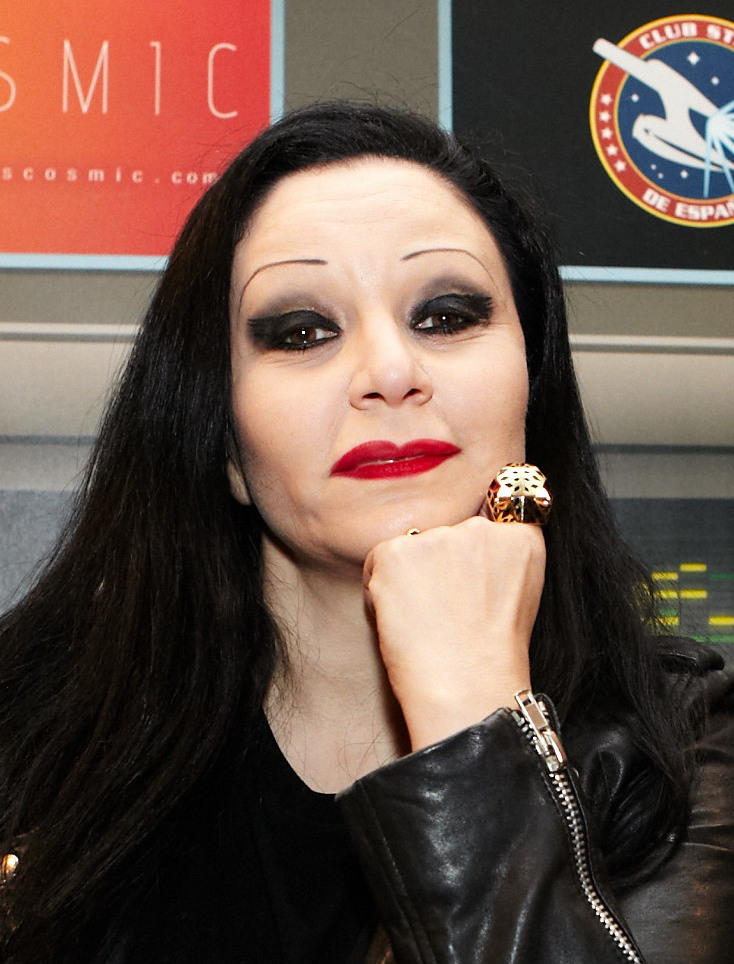
Alaska, presentadora de La bola de cristal

También hicieron fortuna espacios al modo de los grandes shows de las estrellas estadounidenses (El show de Carol Burnett), en los que se combinaban sketches de humor, actuaciones musicales y entrevistas: Ahí te quiero ver (1984-1987), con Rosa María Sardà, Como Pedro por su casa (1985), con Pedro Ruiz, Viaje con nosotros (1988), con Javier Gurruchaga y Tariro, Tariro (1989), con La Trinca fueron los más destacados.
Otro espacios de diferentes géneros que marcaron la década incluyen el culinario Con las manos en la masa (1984-1991), con Elena Santonja, el docu-reality Vivir cada día (1978-1988), el magacín La tarde (1983-1989), el divulgativo Más vale prevenir (1979-1987), de Ramón Sánchez Ocaña o los concursos 3x4 (1988-1990) y El tiempo es oro (1987-1992). 
En el terreno de la ficción destacaron cuidadas producciones como Anillos de Oro (1983), de Ana Diosdado, Teresa de Jesús (1984), con Concha Velasco, Turno de oficio (1986-1987), Lorca, muerte de un poeta 1987) o Brigada central (198-1992), con Imanol Arias y José Coronado.
De Estados Unidos llegaron y triunfaron las glamurosas soap operas, el fenómeno de la época, Dallas, Dinastía y Falcon Crest. Convivieron con sitcom de éxito como La hora de Bill Cosby, Las chicas de oro o ALF y con las clásicas series de acción: Corrupción en Miami, Luz de luna, Canción triste de Hill Street, El coche fantástico, El equipo A y V. Junto a ellas otros productos más novedosos en cuanto a su género como Fama.
Los años 80 supusieron que por primera vez se rompía el monopolio de TVE con la aparición de las denominadas televisiones autonómicas, es decir, emisoras públicas cuya titularidad le corresponde a las diferentes regiones. Fueron pioneras ETB (País Vasco, 1982), TV3 (Cataluña, 1983) y TVG (Galicia, 1985), a las que se unirían al final de la década Canal Sur (Andalucía, 1989), Telemadrid (Comunidad de Madrid, 1989) y Canal Nou (Comunidad Valenciana, 1989). Todas ellas se agruparon en la FORTA, lo que permitió la coproducción de programas y su emisión en cadena.

### Década de 1990

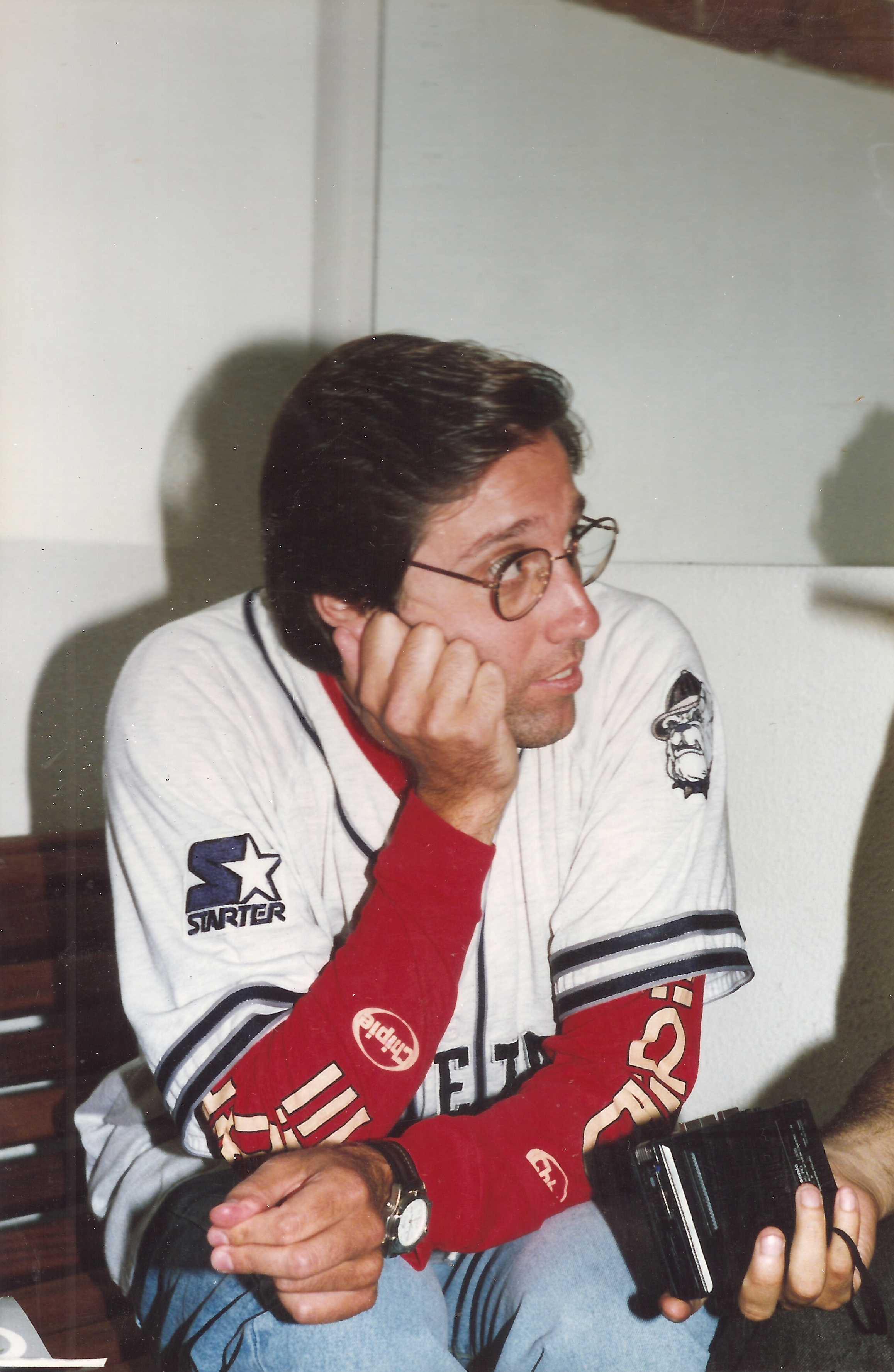
Emilio Aragón, máxima estrella de Telecinco en los 90

El inicio de la década vino a coincidir con el nacimiento de la televisión privada en el país, y el inicio de emisiones de Antena 3, Telecinco y Canal+. Suponía finalmente la ruptura definitiva del tradicional monopolio de TVE en el modelo televisivo nacional. Cada uno de tres estos canales estaba participado por potentes grupos mediáticos - con los límites de participación en el accionariado situados por Ley en ese momento en el 25%-, cada uno con su propia línea editorial. Así, el accionariado de Antena 3 era una réplica de su homóloga de las ondas, Antena 3 Radio, participada mayormente por Prensa Española (editora del Diario ABC) y el Grupo Godó (editor de La Vanguardia), junto al periodista Manuel Martín Ferrand. Telecinco tenía como accionistas a Fininvest, Organización Nacional de Ciegos Españoles (ONCE) y Grupo Anaya con el 25% de participación cada uno. Finalmente, en Canal+ los socios mayoritarios eran Canal +Francia y Sogecable, a su vez propiedad del grupo editorial Prisa.   
Sin embargo, y hasta su asentamiento ya en el siglo XXI, los primeros años de vida de las televisiones privadas se vivieron con importantes movimientos en su accionariado. El primer gran cambio se produce en 1992, en lo que los críticos de la operación han calificado de Antenicidio. Al tiempo que el Grupo Prisa se hacía con la propiedad de Antena 3 Radio, el 17 de junio de ese año, Antonio Asensio es nombrado Presidente de Antena 3 Televisión, y su conglomerado editorial el Grupo Zeta pasa a ser accionista mayoritario. Ese mismo año, la ONCE salía del accionariado de Telecinco. Tres años más tarde el Grupo Vocento entra en la compañía.

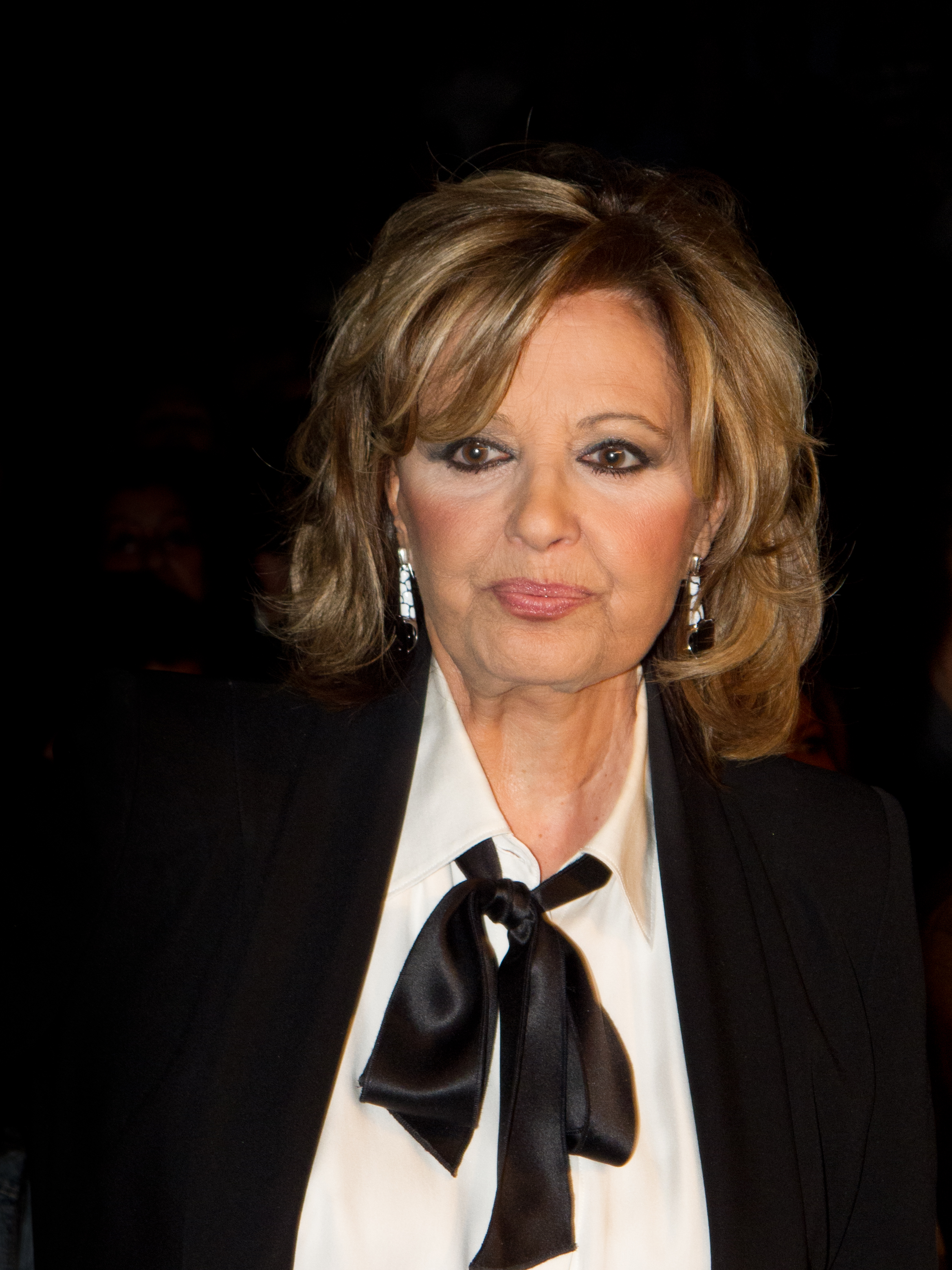
María Teresa Campos presentó Pasa la vida y Día a día

Con la llegada al Gobierno del Partido Popular en 1996 se decidió promover, desde las instancias gubernamentales, la creación de un grupo mediático privado de ideología central-conservadora que pudiera competir con la incontestable influencia mediática de la progresista Prisa - que en ese momento contaba con el principal periódico de España, la emisora de radio más oída y un canal de televisión. Se apostó por centrar esa iniciativa en la recientemente privatizada Compañía Telefónica. Así, en 1997 Telefónica se hacía con el accionariado mayoritario de Antena 3 Televisión.
En esa misma época, y en desarrollo de la Ley aprobada en 1995 sobre la materia, surgieron las plataformas digitales de emisión por satélite bajo suscripción; Prisa lanza en enero de 1997 Canal Satélite Digital En respuesta, en septiembre de ese mismo año, Telefónica pone en marcha Vía Digital desencadenándose una rivalidad entre ambas, que tuvo su punto álgido en la llamada guerra del fútbol que a la postre dejaba a Telefónica sin el mayor atractivo para captar abonados: La titularidad de los derechos de emisión de los partidos de la Liga Nacional de Fútbol Profesional.
Peor fortuna corrió en España la televisión por cable, con los operadores Retevisión (AOC) y Cableuropa (ONO), que no alcanzaron la suficiente implantación, con tan solo 280.000 abonados en el año 2000.

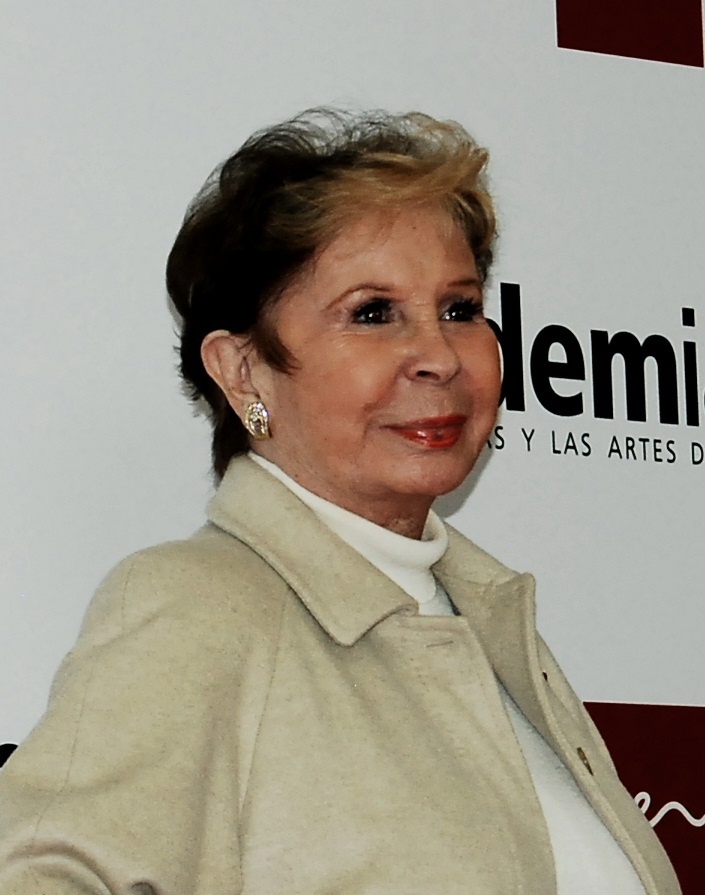
Lina Morgan, protagonista de Hostal Royal Manzanares

En cuanto a la programación, Canal+ fue la primera experiencia en España del conocido como Pago por visión, con una emisión codificada y centrada en el deporte y la ficción estadounidense. Por su parte, en sus dos o tres años primeros de existencia, el enfoque de las dos privadas en abierto difirió diametralmente. Antena 3 trasladó básicamente su programación radiofónica a la televisión en lo que se dio en llamar radio televisada. Todas sus estrellas de las ondas obtuvieron su propio programa: Antonio Herrero, Luis Herrero, José Luis Balbín o Mayra Gómez Kemp más Encarna Sánchez procedente de la Cadena COPE. Por su parte Tele 5 optó por imitar el modelo de su matriz italiana Canale 5. Una televisión desenfadada, plagada de espacios musicales (La quinta marcha -1990-1993-, con Penélope Cruz), variedades y entretenimiento, con Emilio Aragón y su VIP Noche (1990-1992) como figura más destacada de entre su plantel de presentadores y las vedettes conocidas como las Mama Chicho como símbolo de esa etapa.
Desde 1992 se va evolucionando hacia una convergencia de estilos y contenidos entre ambas cadenas. Primero con la entrada del Grupo Zeta en el accionariado de Antena 3 y el inmediato goteo de fichajes de grandes estrellas de la televisión, procedentes de TVE: Jesús Hermida, Mercedes Milá,  Pepe Navarro, Jesús Quintero, Alfonso Arús, Rosa María Mateo, Olga Viza, Pedro Ruiz o Manuel Campo Vidal a los que más tarde se uniría Matías Prats. Segundo, con la salida de Valerio Lazarov de la Dirección General de Tele 5, se renueva por completo la parrilla, se potencian los informativos, se ficha a María Teresa Campos y se apuesta por fórmulas novedosas como Caiga quien caiga (1996-2010).

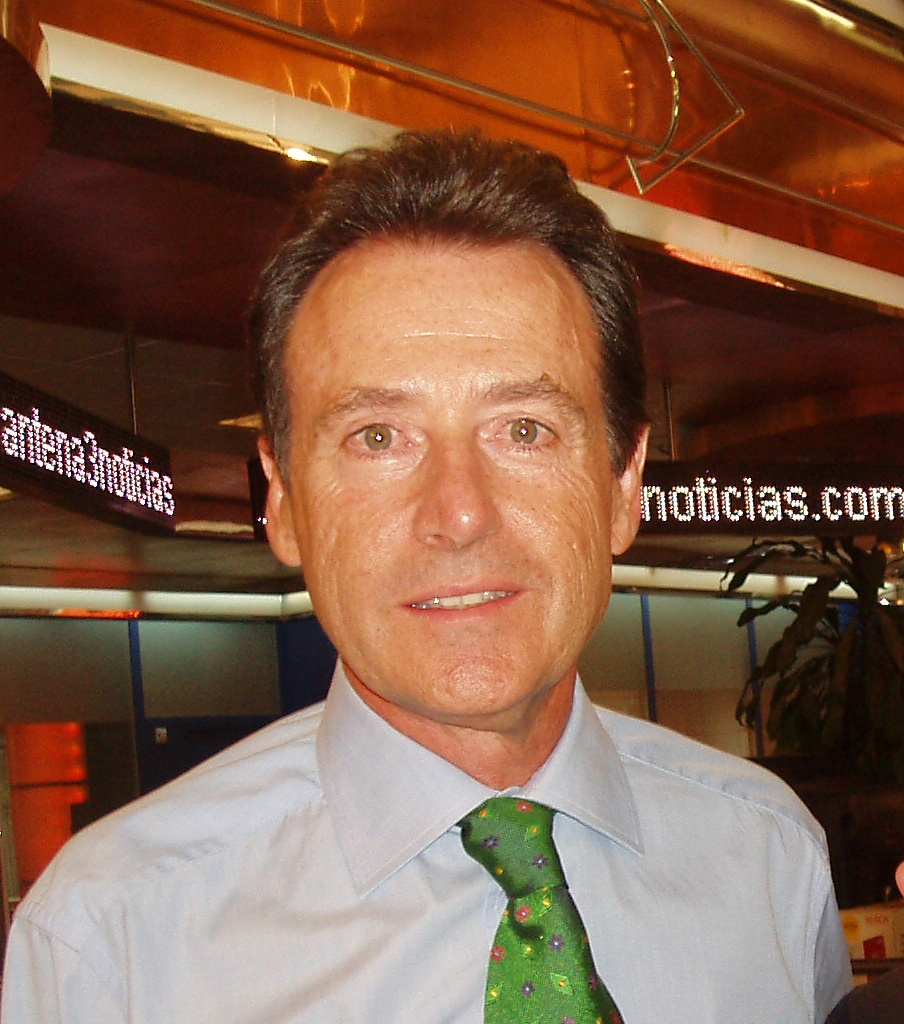
Matías Prats presentó en los 90 tanto el Telediario de La 1 como Antena 3 Noticias

Por otro lado, la década fue testigo de la llegada de nuevos formatos hasta entonces inéditos en el país, como los llamados programas de telerrealidad, que abordaban cuestiones luctuosas con un enfoque ampliamente denostado con posterioridad, con títulos como ¿Quién sabe dónde? (1992-1998), con Paco Lobatón , De tú a tú  (1990-1993), con Nieves Herrero , Confesiones (1994), con Carlos Carnicero  o La máquina de la verdad (1992-1994) con Julián Lago. Los Late Night Shows que tuvieron como buque insignia Esta noche cruzamos el Mississippi (1995-1997) de Pepe Navarro y Crónicas Marcianas (1997-2005) de Javier Sardà. O los programas de testimonios que llegaron con Ana García Lozano y su El programa de Ana (1994-1999) y que vivirían su momento de máximo esplendor la década siguiente.

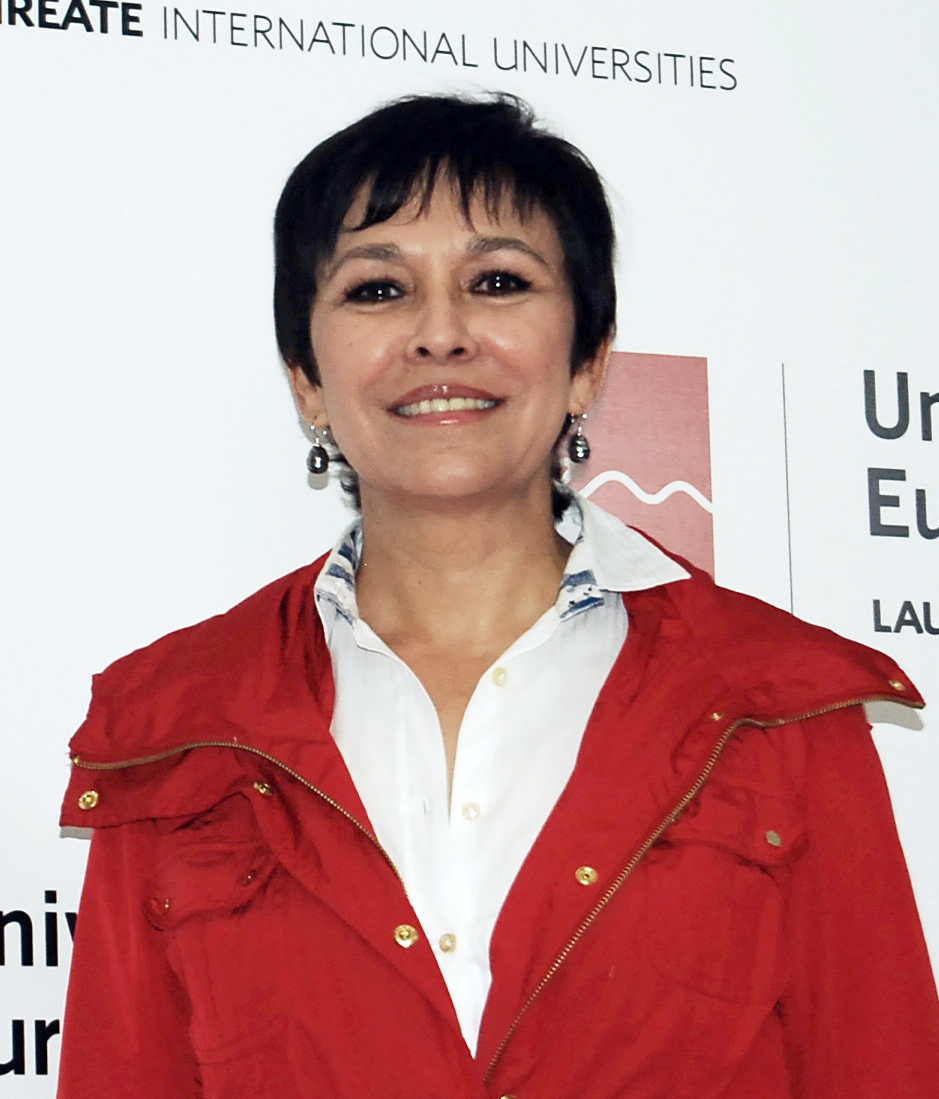
Isabel Gemio, presentó en los 90 Lo que necesitas es amor y Sorpresa ¡Sorpresa!

Tuvieron continuidad en la línea comenzada por Hermida en los 80 los magacines matinales, siendo líder indiscutible María Teresa Campos, apodada La Reina de las mañanas, primero en TVE y luego en Telecinco.
Entre los programas infantiles, el formato gran contenedor fue el más exitoso del momento, con Club Disney (1990-2007) y Club Megatrix (1995-2013) como claros ejemplos.
Otros programas destacados del periodo fueron Telecupón (1990-1998), con Carmen Sevilla, Lo que necesitas es amor (1993-1999), ¿Qué apostamos? (1993-2000), con Ana Obregón y Ramón García, Cine de barrio (desde 1995), ¡Hola Raffaella! (1992-1994), con Raffaella Carrà, y el espectacular Sorpresa ¡Sorpresa! (1996-1999), presentado primero por Isabel Gemio y seguidamente por Concha Velasco y que fue objeto del mayor bulo y leyenda urbana en la historia de los medios audiovisuales en España.
En el ámbito de la ficción la década asistió a la eclosión de las series españolas de comedia - y por ende de la ficción nacional - con Farmacia de guardia (1991-1995) y Medico de familia (1995-1999) a la cabeza, sin olvidar otros títulos también de gran éxito en su momento como Los ladrones van a la oficina (1993-1996), Pepa y Pepe (1995), Hostal Royal Manzanares (1996-1997) y Manos a la obra (1998-2001). Fue igualmente el momento de las series de temática adolescente como Al salir de clase (1997-2002) o Compañeros (1998-2002). Un fenómeno propio de esta etapa fue también el éxito de las telenovelas latinamericanas, iniciado con la venezolana Cristal (1990).
Un hito importante para la historia de la televisión en el país que tuvo lugar en esta década fue la celebración y retransmisión por primera vez de sendos debates entre los dos principales candidatos a la Presidencia del Gobierno, Felipe González y José María Aznar en la campaña de las elecciones generales de 1993. Los debates tuvieron lugar el 25 y el 31 de mayo de 1993 y se emitieron respectivamente por Antena 3 (con presentación de Manuel Campo Vidal) y Telecinco (con Luis Mariñas). La fórmula no tendría continuidad en las siguientes citas electorales, hasta 2008.

### Década de 2000
En los primeros años de la década se asiste, tras el nombramiento de César Alierta como Presidente, el repliegue de Telefónica de la aventura audiovisual. Al tiempo que Antena 3 es adquirida por el Grupo Planeta, Vía Digital se fusiona con Canal Satélite Digital, dando lugar a Digital+. Telefónica solo se mantuvo presente en el negocio de la televisión con Imagenio (nacida en 2004), su operador por ADSL, sector este que no terminó de despegar. En 2012, Imagenio contaba solo con 710.000 abonados. Por su parte, en 2005, AUNA (Retevisión) se fusionaba con ONO.

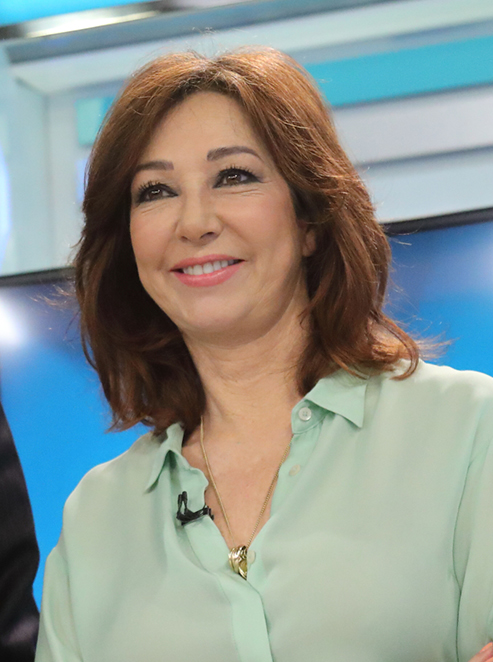
Ana Rosa Quintana ha conducido El programa de AR durante 18 años

Asimismo, se inauguraba la época de la Televisión digital terrestre con la concesión de licencia por el Gobierno el 24 de noviembre de 2000 a las cadenas Veo TV y Net TV, que se unían a la poco antes estrenada Quiero TV (1999) y que sin embargo no lograron hacerse con el favor de los consumidores.
En otro orden de cosas, el Grupo Vocento abandonaba en 2009 definitivamente su participación en el accionariado de Telecinco, mediante la venta de las acciones que aun conservaba. La cadena salió a bolsa en junio de 2004, mientras que Antena 3 lo había hecho ya en octubre de 2003.
Bajo los Gobiernos de José Luis Rodríguez Zapatero comienzan a emitir Cuatro y La Sexta. La primera lo hacía en 2005, como consecuencia de la autorización gubernamental para modificar la concesión de emisión a Canal+ en 1989, en el sentido de permitir una programación en abierto 24 horas. La Sexta, propiedad de Mediapro, recibió del Gobierno su licencia en noviembre de 2005 y se lanzaba oficialmente seis meses más tarde. 
Ambas cadenas, con una línea editorial marcadamente progresista diseñaron esquemas de programación análogos a los cánones del resto de las generalistas: informativos diarios, concursos, series - tanto nacionales como extranjeras -, magacines y documentales, con Cuatro más escorado hacia los llamados Docu-reality y los talent shows. Así, de aquella primera época cabe mencionar en Cuatro programas como Cuarto mileno, con Iker Jiménez (desde 2005), Callejeros (2005-2014), Noche Hache (2005-2008), Supernanny (2006-2017), Pekín Express (2008-2011), Password (2008-2010), Hermano mayor (2009-2017), 21 días (2009-2015), con Samanta Villar o Frank de la jungla (2010-2013).

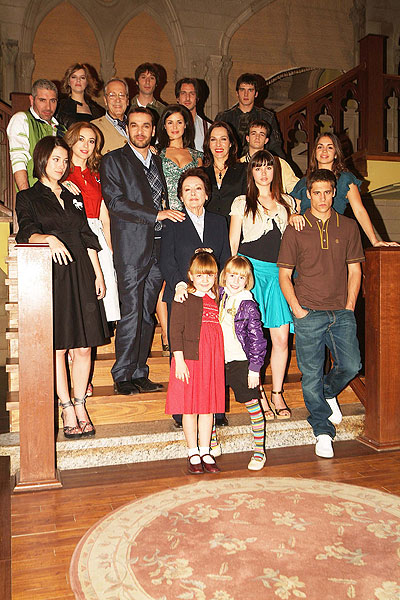
Los protagonistas de El internado

La Sexta optó por una combinación de humor: El intermedio (desde 2006), Sé lo que hicisteis (2006-2011), El club de Flo (2006-2007), Los irrepetibles (2006-2007), Buenafuente (2007-2011) e información política y denuncia pública: Salvados, con Jordi Évole y unos informativos que incorporaron a las entonces jóvenes promesas procedentes de TVE, Mamen Mendizábal, Helena Resano y Cristina Villanueva.
Un fenómeno propio de esta época se encuentra en que la llegada de los canales temáticos (Teledeporte, Clan, Los 40 TV) trajo como consecuencia la práctica desaparición de programas musicales, deportivos e infantiles de las parrillas de programación de las grandes cadenas generalistas.
Fue la década de los Talent shows a los que daba el pistoletazo de salida el arrollador éxito del espacio Operación Triunfo en 2000, y al que seguirían entre otros, Factor X (2007-2008), Tú sí que vales (2008-2013) o Fama, ¡a bailar! (2008-2011), con populares presentadores como Paula Vázquez, Christian Gálvez o Nuria Roca.
Por otro lado, con Gran Hermano (2000-2017), presentado por Mercedes Milá aterrizaban en España los concursos de telerrealidad o realities y que reinarían en la programación de las grandes cadenas generalistas durante los siguientes 20 años. Tendría su continuidad en los 2000 con, entre otros, La isla de los famosos (con diferentes títulos desde 2000) Confianza ciega (2002) o La granja (también con distintos títulos en antena desde 2004).

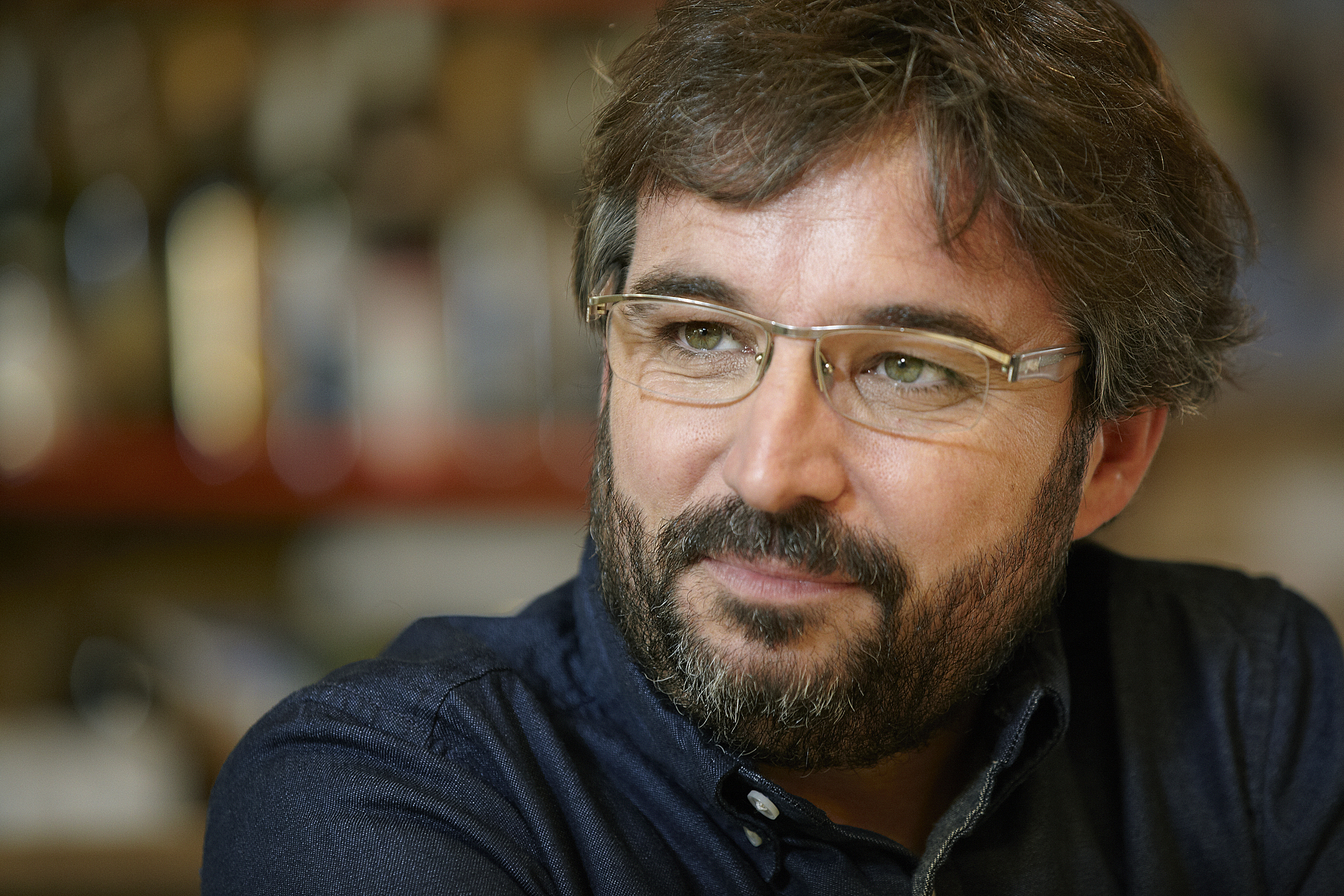
Jordi Évole, presentador de Salvados

Asimismo se extendió prácticamente a todas las cadenas el formato de gran magacín matinal de larga duración y cuya presentación fue monopolizada por mujeres en todas las emisoras y durante las dos décadas siguientes. El liderazgo le correspondió a El programa de AR (2005-2023), con Ana Rosa Quintana en Telecinco, seguido de Espejo público (desde 2006), con Susanna Griso en Antena 3 y ya más rezagadas en cuanto a audiencia Por la mañana (2002-2008), con Inés Ballester y La mañana (2009-2020), con Mariló Montero en La 1 y Las mañanas de Cuatro (2006-2018), con Concha García Campoy en Cuatro.
Adicionalmente, se reformulaban los programas llamados del corazón, con un periodismo más agresivo con el entrevistado, herencia de una tendencia iniciada la década anterior con Tómbola (1997-2004) y que se consolida en los 2000 con Salsa rosa (2002-2006) o Dónde estás corazón (2003-2011), o bien espacios directamente impregnados de ironía y sarcasmo: Aquí hay tomate (2003-2008). Por su parte TVE conservaba el tono amable en este género con el programa Corazón, corazón (1994-2010) con Cristina García Ramos y Corazón (desde 1997), con Anne Igartiburu.
Otros programas populares de la época fueron el espacio de humor El informal (1998-2002), los concursos ¿Quién quiere ser millonario? (1999-2008), con Carlos Sobera y Allá tú (2004-2008), con Jesús Vázquez, o los talk shows El Diario (2001-2011), de Patricia Gaztañaga y A tu lado (2002-2007), con Emma García.
Se consolidó la primacía de la ficción española en detrimento de las series estadounidenses, que prácticamente desaparecieron del prime time de las televisiones. Éxitos de la época fueron 7 vidas (1999-2006) - y su spin-off Aída (2005-2014)-, Hospital Central (2000-2012), Cuéntame cómo pasó (2001-2023), Los Serrano (2003-2008), Aquí no hay quien viva (2003-2006) - y su continuación La que se avecina (desde 2007), El internado (2007-2010), Sin tetas no hay paraíso (2008-2009) y Física o química (2008-2011).

### Década de 2010

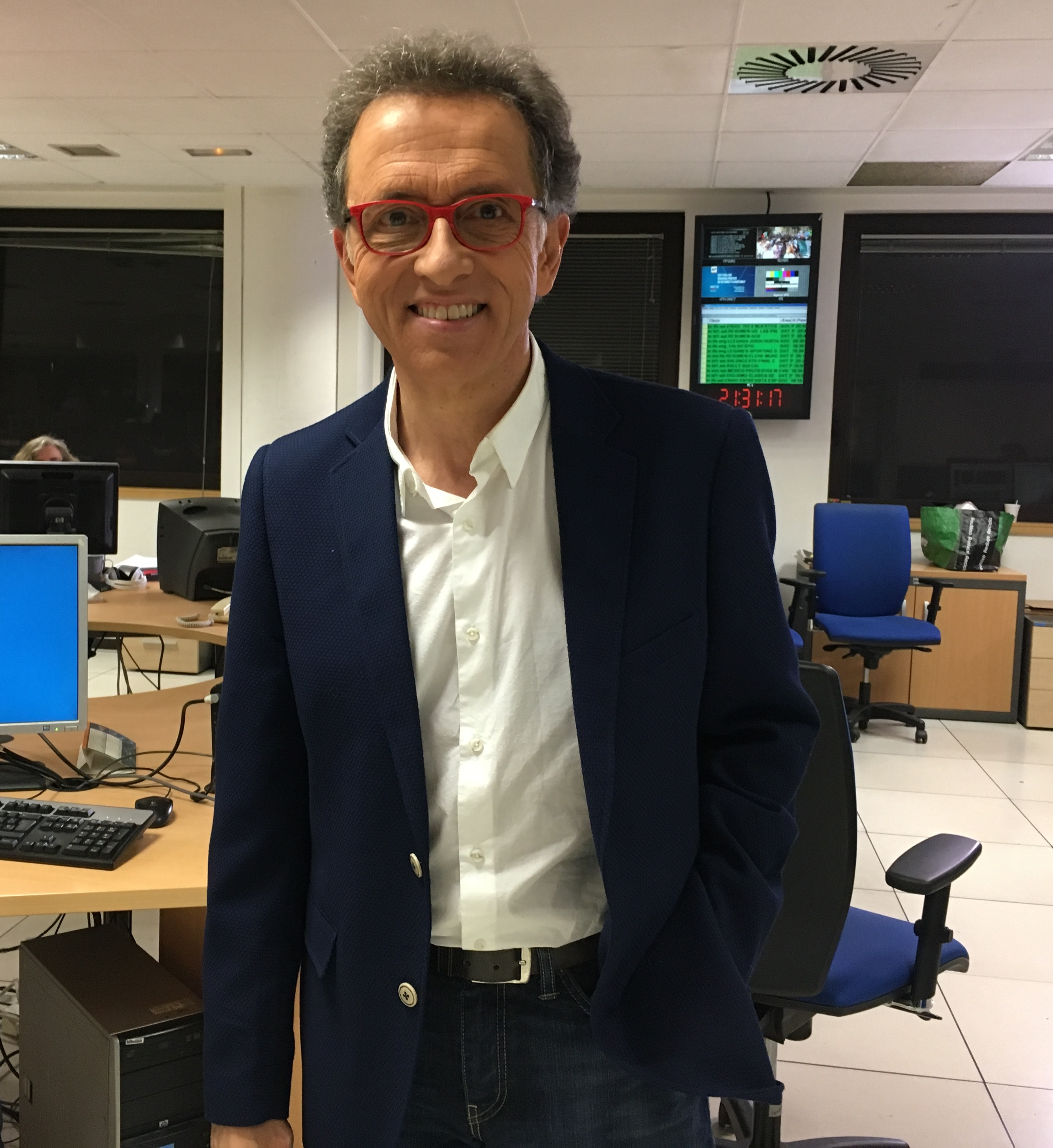
Jordi Hurtado, presentador durante más de 25 años de Saber y ganar

La década se estrena con el llamado apagón analógico en toda España, el 30 de marzo de 2010. Esta circunstasncia provocó movimientos telúricos en el accionariado de las televisiones. La fragmentación de la audiencia (con más de 20 canales en abierto disponibles para la audiencia) hacía imposible que el mercado publicitario pudiera dar satisfacción a las necesidades financieras de cuatro grandes cadenas comerciales generalistas. Es por ello, que el 28 de diciembre de 2010 se producía la fusión de Gestevisión Telecinco y Sogecuatro, dando lugar a Mediaset España y el 1 de octubre de 2012 se fusionaban el Grupo Antena 3 y GIA La Sexta, originando el conglomerado Atresmedia.
Otra consecuencia fue el declive de la televisión por satélite. En 2014 Sogecable se deshizo de las acciones de Digital+ (que había pasado a denominarse Canal+) en manos de Telefónica, que la fusiona con Movistar TV (nueva denominación de Imagenio desde 2013), dando lugar a Movistar Plus+, lanzada el 8 de julio de 2015. En la plataforma nace #0, nuevo canal para el que se cuenta con los fichajes de Andreu Buenafuente, Raquel Sánchez Silva, Paula Vázquez, Ángel Martín y Patricia Conde entre otros. También en el ámbito de la televisión por suscripción en 2015 Vodafone TV adquirió la compañía ONO. De este modo, al final de la década la televisión por suscripción contaba con tres grandes operadores: Las mencionadas Movistar+ y Vodafone TV más Orange TV.

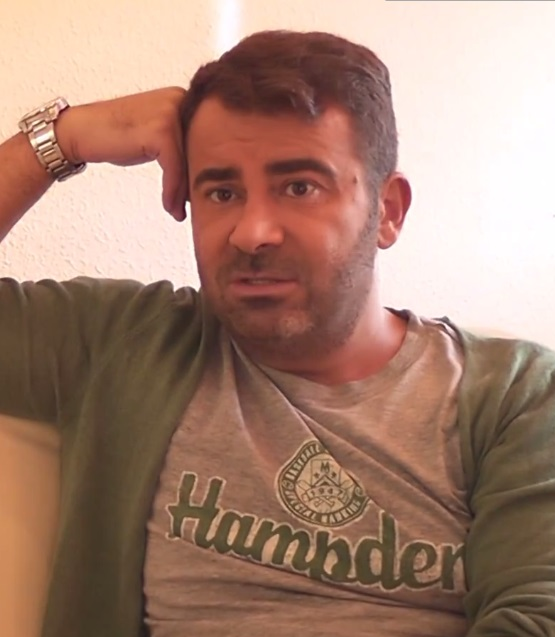
Jorge Javier Vázquez, presentador de Sálvame

A señalar también que aquí se sitúa el momento en que La 1 de TVE pierde por primera vez el liderazgo de la audiencia, concretamente en 2012 en favor de Telecinco, que lo mantendría el resto de la década.
A mediados de la década comienzan a proliferar las plataformas de pago por visión en streaming como Netflix que eclosionarán ya en los años 2020 y que hacen cambiar radicalmente el panorama audiovisual español.
En cuanto a la programación, cada una de las cadenas generalistas desarrolló un perfil propio, muy específico y diferenciado de los demás. Así, TVE, conservó su carácter institucional, con programas de servicio público en La 1 como España directo (2005-2022) o Aquí la Tierra (desde 2014), destacando también el concurso culinario Masterchef (desde 2013). En La 2 muy volcada hacia la cultura, la formación y los documentales, esa característica es aun más acusada, tratándose de la cadena con una programación más estable con espacios que llevan décadas en emisión: En portada (desde 1984), Documentos TV (desde 1986), Días de cine (desde 1991), La aventura del saber (desde 1992), Agrosfera (desde 1997), el concurso Saber y ganar, con Jordi Hurtado (desde 1997, su programa estrella) o Versión española, con Cayetana Guillén Cuervo (desde 1999).
Por su parte, Telecinco se concentró en el desarrollo de un modelo de televisión asociado a los concursos de telerrealidad y a la crónica social, que se convirtieron en la columna vertebral de su parrilla. Es muchas ocasiones abordados con grandes dosis de sarcasmo y agresividad. el epicentro de este esquema fue Sálvame (2009-2023), de la productora La Fábrica de la Tele, y presentado por Jorge Javier Vázquez. Se derivó hacia una estructura de parrilla calificada como endogámica, y con bajo coste económico para la cadena, con sucesivos magacines de larga duración emitidos en directo y cuyos contenidos se retroalimentaban mutuamente. De forma que el tema tratado en los programas de mañana se replicaba en el vespertino y tenía su continuidad al día siguiente. Con frecuencia con cuestiones generadas en torno a personajes populares salidos de sus propios Reality Shows y cuya fama no es otra que la creada en esta dinámica por la propia Cadena. Es lo que dieron en llamar Universo Mediaset. Con concesiones a otros formatos, con especial referencia al concurso Pasapalabra, emitido por la cadena entre 2007 y 2019.

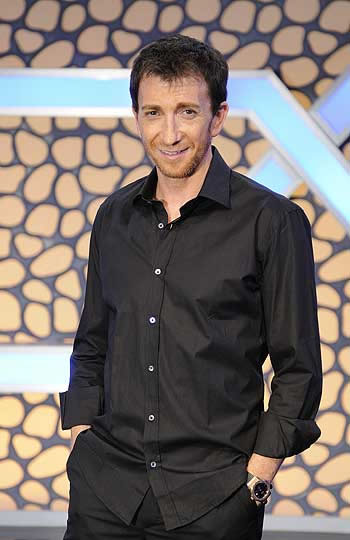
Pablo Motos, presentador de El hormiguero

Por el contrario, Antena 3 desterraba los programas de crónica social y optaba por un modelo de programación más familiar, amable y variado, dirigido a todo tipo de públicos, en el que tenían cabida desde los concursos - La ruleta de la suerte (desde 2006), ¡Boom! (2014-2023), Tu cara me suena (desde 2013)- , hasta los programas culinarios - Karlos Arguiñano en tu cocina (desde 2010) -, pasando por los espacios de entrevistas El hormiguero, con Pablo Motos (desde 2011).

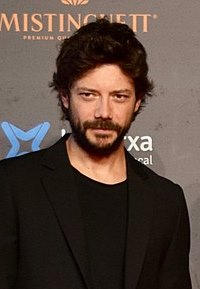
Álvaro Morte, protagonista de La casa de papel

LaSexta se convirtió de facto en un canal temático de actualidad política, pero también social o cultural. Con la práctica desaparición de concursos o series de televisión, la programación de la cadena empezó a girar, de lunes a viernes, en torno a espacios emitidos en directo de comentario y/o tertulia de la actualidad política - Al rojo vivo (desde 2011) con Antonio García Ferreras, Más vale tarde (desde 2012), La sexta clave - o bien desde la perspectiva del humor - Aruser@s (desde 2018), Zapeando (desde 2013) y El intermedio (desde 2006), de El Gran Wyoming -. Estos seis programas más el deportivo Jugones (desde 2013) y los informativos propiamente dicho vienen cubriendo el cien por cien de su programación entre la mañana y el acces prime time. Más otros espacios similares los fines de semana: La Sexta noche (2013-2022), Liarla Pardo (2018-2021) y El objetivo de Ana Pastor (2013-2023).
Finalmente, Cuatro perdió sus señas de identidad tras la fusión con Telecinco en mayor medida en que lo había hecho LaSexta con respecto a Antena 3. Convertida en una cadena vicaria de Telecinco, da buena fe de ello la desaparición de su informativo propio Noticias Cuatro en 2019. La cadena comenzó a emitir muchos de los espacios derivados de los concursos de telerrealidad de su matriz, si bien ha mantenido un margen de perfil propio en programas como Planeta Calleja (desde 2014), Todo es mentira (desde 2019) o Cuatro al día (desde 2019). El mayor éxito de la cadena durante la década fue el dating show First Dates (desde 2016) con Carlos Sobera, si bien también se pueden mencionar Callejeros viajeros (desde 2009) o ¿Quién quiere casarse con mi hijo? (2012-2017).
En el ámbito de la ficción convivieron las telenovelas diarias de gran aceptación popular como Amar en tiempos revueltos-Amar es para siempre (2005-2023), El secreto de Puente Viejo (2011-2020), Acacias 38 (2015-2021) y Servir y proteger (2017-2023), con producciones de cuidada factura de TVE: como Águila Roja (2009-2016), Isabel (2012-2014) y El Ministerio del Tiempo (2015-2020); Antena 3: Hispania, la leyenda (2010-2011); y Telecinco: El Príncipe (2014-2016). Sin embargo el gran punto de inflexión llegó cuando las plataformas de streaming, en su mayoría estadounidenses, decidieron apostar por la ficción española, dando lugar a una eclosión de series (que alcanzaría su apogeo en la década siguiente) accesibles mundialmente, lo que suponía un escaparate sin precedentes. Netflix comenzó produciendo Las chicas del cable (2017-2020) y Paquita Salas (2016-2019) pero la cima llegó con La casa de papel (2017-2021), también de Netlix, que se convirtió en la producción televisiva de mayor éxito internacional en la historia de la televisión en España.

### Década de 2020

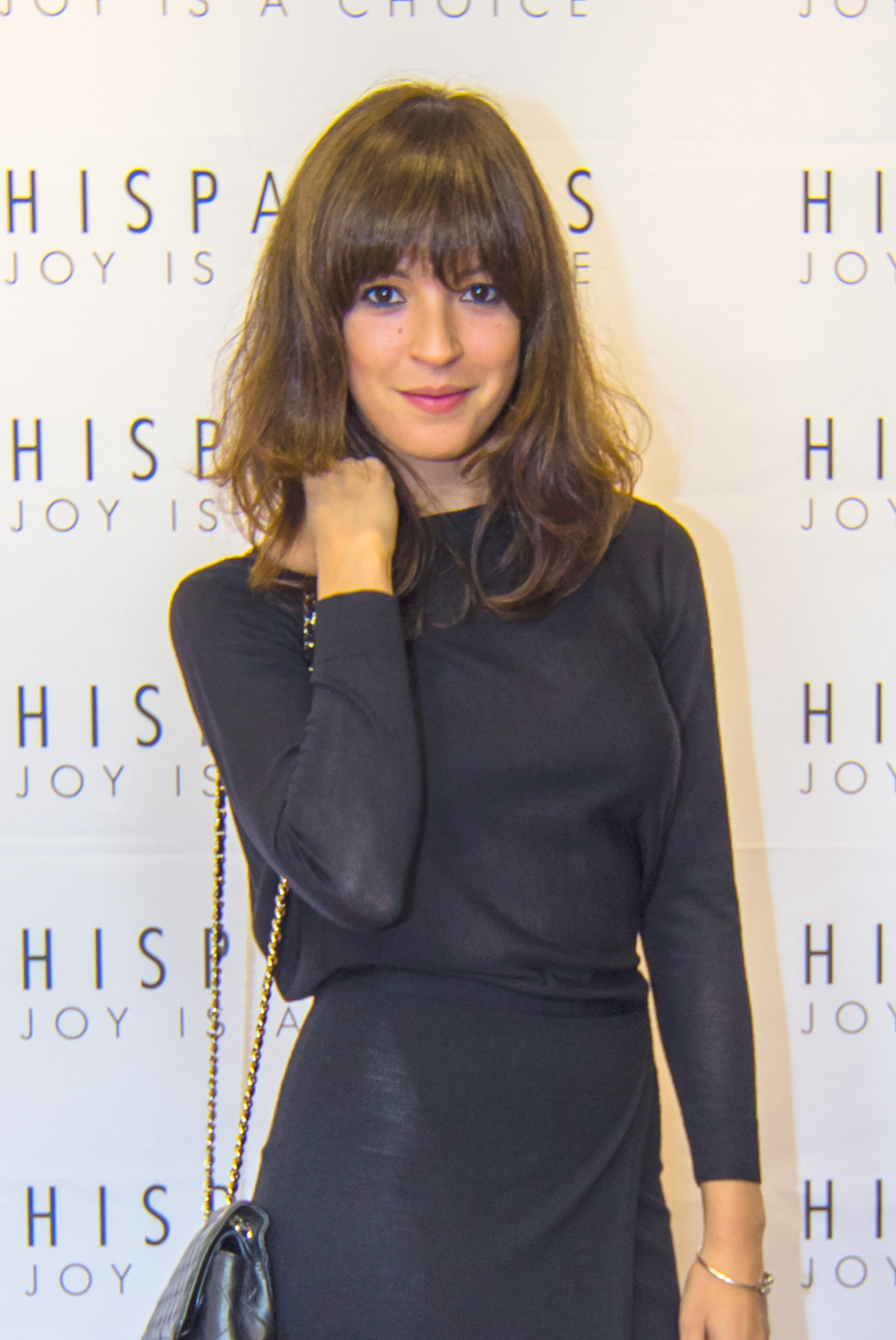
Verónica Sánchez, protagonista de Sky Rojo

Los 2020 se estrenaron con el sorpasso de Antena 3 a Telecinco como líder de audiencia del país. Pocos meses después, se producía un relevo en la cúpula de Telecinco, con la salida de su Presidente, Alejandro Echevarría y del que había sido su consejero delegado durante 24 años Paolo Vasile. El nuevo equipo directivo se presentaba con la intención de hacer una nueva televisión más respetuosa, familiar y amable. El efecto inmediato fue la supresión del espacio que había vertebrado la programación de la cadena durante 14 años, Sálvame, en junio de 2023.
Por otra parte, son los años de la gran eclosión de las plataformas de emisión en streaming de matriz estadounidense. Junto a Netflix, que operaba en España desde 2015, se han ido sumando Prime Video (desde 2016), Disney+ (desde 2020), HBO Max (desde 2021) y SkyShowtime (desde 2023). Esta circunstancia ha alterado la forma de consumir televisión en el país, y debe sobre todo señalarse la fuerte apuesta de todas ellas para producir ficción española, y que ha dado títulos tan notables como Élite (desde 2018), Patria (2020), 30 monedas (2020), El Cid (2020), Sky Rojo (2021-2023), Smiley (2022), Bosé (2023) o Tú también lo harías (2023). Con más de 25 títulos estrenados al año, se habla ya de una edad de oro de la ficción televisiva española.

## Cadenas autonómicas
El 26 de diciembre de 1983 se aprobó en el Congreso de los Diputados, la Ley reguladora del tercer canal (46/1983), que permitía a las comunidades autónomas desarrollar sus propios canales de televisión de cobertura regional. En la actualidad son 13 los operadores públicos, gestionados por los gobiernos autonómicos de Andalucía, Aragón, Asturias, Islas Baleares, Canarias, Castilla-La Mancha, Cataluña, Extremadura, Galicia, Comunidad de Madrid, Región de Murcia, País Vasco y Comunidad Valenciana.
El modelo de financiación de estas televisiones es mixto, proviniendo de subvenciones contempladas en los presupuestos generales de cada autonomía y de ingresos publicitarios privados.
En 1989 se constituyó la Federación de Organismos de Radio y Televisión Autonómicos (FORTA), una asociación sin ánimo de lucro que agrupa a todos los entes públicos autonómicos de radio y televisión, a excepción de la Corporación Extremeña de Medios Audiovisuales.

## Televisiones privadas
En 1988, la nueva Ley de Televisión Privada (10/1988), dio paso a las primeras emisiones regulares en 1990 de Antena 3. Le siguieron Telecinco y Canal+, completando las tres concesiones de cobertura nacional en abierto adjudicadas a través de concurso público.
En la actualidad, diez grandes operadores controlan los 25 canales privados de ámbito nacional en España. Estos son Atresmedia, Mediaset España, SGT Net TV, Veo TV, Ábside Media, Grupo KISS Media, Grupo Secuoya y Real Madrid Club de Fútbol.

## Televisión en la actualidad
En España, la señal de televisión se transmite mediante la TDT, bajo el estándar europeo DVB-T, en sustitución a la Televisión Analógica Terrestre. Las ventajas sobre el antiguo sistema son una mejor calidad de imagen y sonido y mayor disponibilidad de canales. El cambio de una tecnología a otra fue progresivo, culminando el 3 de abril de 2010, con el cese de la emisión analógica. Excepcionalmente, y exclusivamente en Navarra, ETB1 y ETB2 continuaron sus emisiones en analógico hasta el año 2016: ETB2 hasta el 5 de mayo, y ETB1 hasta el 27 de septiembre (inicio de las emisiones en TDT), aunque en este último caso solo en la Cuenca de Pamplona.
El 31 de marzo de 2010, la Ley General de la Comunicación Audiovisual (7/2010) derogó y unificó antiguas leyes sobre radio y televisión, incluidas la Ley del tercer canal y la Ley de Televisión Privada.
La oferta televisiva se ha visto incrementada en los últimos años por plataformas multicanal de televisión por suscripción, que presentan cientos de canales; nacionales y autonómicos, públicos y privados, generalistas y temáticos, etc.

### Canales de ámbito nacional (26)
| Nombre del canal    | Tipo de programación | Propietario                           | Gestor del contenido                            |         | Sede central de emisiones          | Sitio Web           |
| ------------------- | -------------------- | ------------------------------------- | ----------------------------------------------- | ------- | ---------------------------------- | ------------------- |
| La 1                | Generalista          | Radio Televisión Española             | Televisión Española                             | Pública | Madrid                             | La 1                |
| La 2                | Generalista          | Radio Televisión Española             | Televisión Española                             | Pública | Madrid                             | La 2                |
| Clan                | Infantil             | Radio Televisión Española             | Televisión Española                             | Pública | Madrid                             | Clan                |
| 24 Horas            | Noticias             | Radio Televisión Española             | Televisión Española                             | Pública | Madrid                             | 24 Horas            |
| Teledeporte         | Deportes             | Radio Televisión Española             | Televisión Española                             | Pública | Madrid                             | Teledeporte         |
| Antena 3            | Generalista          | Atresmedia                            | Atresmedia Televisión                           | Privada | San Sebastián de los Reyes, Madrid | Antena 3            |
| La Sexta            | Generalista          | Atresmedia                            | Atresmedia Televisión                           | Privada | San Sebastián de los Reyes, Madrid | La Sexta            |
| Neox                | Entretenimiento      | Atresmedia                            | Atresmedia Televisión                           | Privada | San Sebastián de los Reyes, Madrid | Neox                |
| Nova                | Entretenimiento      | Atresmedia                            | Atresmedia Televisión                           | Privada | San Sebastián de los Reyes, Madrid | Nova                |
| Mega                | Entretenimiento      | Atresmedia                            | Atresmedia Televisión                           | Privada | San Sebastián de los Reyes, Madrid | Mega                |
| Atreseries          | Entretenimiento      | Atresmedia                            | Atresmedia Televisión                           | Privada | San Sebastián de los Reyes, Madrid | Atreseries          |
| Telecinco           | Generalista          | MFE-MediaForEurope                    | Mediaset España                                 | Privada | Madrid                             | Telecinco           |
| Cuatro              | Generalista          | MFE-MediaForEurope                    | Mediaset España                                 | Privada | Madrid                             | Cuatro              |
| Factoría de Ficción | Entretenimiento      | MFE-MediaForEurope                    | Mediaset España                                 | Privada | Madrid                             | Factoría de Ficción |
| Boing               | Infantil             | MFE-MediaForEurope                    | Mediaset España y Warner Bros. Discovery España | Privada | Madrid                             | Boing               |
| Divinity            | Entretenimiento      | MFE-MediaForEurope                    | Mediaset España                                 | Privada | Madrid                             | Divinity            |
| Energy              | Entretenimiento      | MFE-MediaForEurope                    | Mediaset España                                 | Privada | Madrid                             | Energy              |
| Be Mad              | Entretenimiento      | MFE-MediaForEurope                    | Mediaset España                                 | Privada | Madrid                             | Be Mad              |
| DMAX                | Entretenimiento      | Veo Televisión                        | Warner Bros. Discovery España                   | Privada | Madrid                             | DMax                |
| Gol Play            | Deportes             | Veo Televisión                        | Mediapro                                        | Privada | Madrid                             | Gol                 |
| Squirrel            | Cine                 | Sociedad Gestora de Televisión Net TV | Squirrel Media                                  | Privada | Madrid                             | Squirrel TV         |
| Paramount Network   | Cine                 | Sociedad Gestora de Televisión Net TV | Paramount Networks EMEAA                        | Privada | Madrid                             | Paramount Network   |
| TEN                 | Entretenimiento      | Ten Media                             | Grupo Secuoya                                   | Privada | Madrid                             | Ten                 |
| Real Madrid TV      | Deportes             | Real Madrid C. F.                     | Telefónica y SuperSport                         | Privada | Madrid                             | Real Madrid TV      |
| DKISS               | Entretenimiento      | Grupo KISS Media                      | Warner Bros. Discovery España                   | Privada | Pozuelo de Alarcón, Madrid         | DKiss               |
| TRECE               | Generalista          | Conferencia Episcopal Española        | Ábside Media                                    | Privada | Boadilla del Monte, Madrid         | Trece               |

### Cadenas de ámbito autonómico
- Andalucía

| Nombre del canal     | Operador                                      | Titularidad |
| -------------------- | --------------------------------------------- | ----------- |
| Canal Sur Televisión | Radio y Televisión de Andalucía               | Pública     |
| Canal Sur 2          | Radio y Televisión de Andalucía               | Pública     |
| Andalucía TV         | Radio y Televisión de Andalucía               | Pública     |
| BOM Cine             | Avista Televisión de Andalucía-Grupo Squirrel | Privada     |

- Aragón

| Nombre del canal | Operador                                    | Titularidad |
| ---------------- | ------------------------------------------- | ----------- |
| Aragón TV        | Corporación Aragonesa de Radio y Televisión | Pública     |

- Asturias

| Nombre del canal | Operador                                    | Titularidad |
| ---------------- | ------------------------------------------- | ----------- |
| TPA7             | Radio Televisión del Principado de Asturias | Pública     |
| TPA8             | Radio Televisión del Principado de Asturias | Pública     |

- Islas Baleares

| Nombre del canal | Operador                                              | Titularidad |
| ---------------- | ----------------------------------------------------- | ----------- |
| IB3              | Ente Público de Radiotelevisión de las Islas Baleares | Pública     |
| Fibwi4           | Unedisa Telecomunicaciones Baleares                   | Privada     |
| TV3              | Corporación Catalana de Medios Audiovisuales          | Pública     |
| SX3/33           | Corporación Catalana de Medios Audiovisuales          | Pública     |
| 3/24             | Corporación Catalana de Medios Audiovisuales          | Pública     |

- Canarias

| Nombre del canal   | Operador                 | Titularidad |
| ------------------ | ------------------------ | ----------- |
| Televisión Canaria | Radio Televisión Canaria | Pública     |

- Cantabria

| Nombre del canal | Operador                        | Titularidad |
| ---------------- | ------------------------------- | ----------- |
| Popular TV       | Televisión Popular de Santander | Privada     |

- Cataluña

| Nombre del canal | Operador                                              | Titularidad |
| ---------------- | ----------------------------------------------------- | ----------- |
| TV3              | Corporación Catalana de Medios Audiovisuales          | Pública     |
| SX3/33           | Corporación Catalana de Medios Audiovisuales          | Pública     |
| 3/24             | Corporación Catalana de Medios Audiovisuales          | Pública     |
| Esport3          | Corporación Catalana de Medios Audiovisuales          | Pública     |
| IB3 Global       | Ente Público de Radiotelevisión de las Islas Baleares | Pública     |

- Castilla y León

| Nombre del canal | Operador                   | Titularidad |
| ---------------- | -------------------------- | ----------- |
| La 7             | Castilla y León Televisión | Privado     |
| La 8             | Castilla y León Televisión | Privado     |

- Castilla-La Mancha

| Nombre del canal | Operador                 | Titularidad |
| ---------------- | ------------------------ | ----------- |
| CMM TV           | Castilla-La Mancha Media | Pública     |

- Extremadura

| Nombre del canal  | Operador                                      | Titularidad |
| ----------------- | --------------------------------------------- | ----------- |
| Canal Extremadura | Corporación Extremeña de Medios Audiovisuales | Pública     |

- Galicia

| Nombre del canal      | Operador                                  | Titularidad |
| --------------------- | ----------------------------------------- | ----------- |
| Televisión de Galicia | Corporación Radio y Televisión de Galicia | Público     |
| TVG2                  | Corporación Radio y Televisión de Galicia | Público     |

- Comunidad de Madrid

| Nombre del canal | Operador                                             | Titularidad |
| ---------------- | ---------------------------------------------------- | ----------- |
| Telemadrid       | Radio Televisión Madrid                              | Pública     |
| La Otra          | Radio Televisión Madrid                              | Pública     |
| BOM Cine         | Sociedad Gestora de Televisión Onda 6-Grupo Squirrel | Privada     |

- Región de Murcia

| Nombre del canal    | Operador                                  | Titularidad |
| ------------------- | ----------------------------------------- | ----------- |
| La 7                | Radiotelevisión de la Región de Murcia    | Pública     |
| Televisión Murciana | Televisión Murciana S.A.                  | Privada     |
| Popular TV          | Televisión Popular de la Región de Murcia | Privada     |
| BOM Cine            | La Verdad Radio y TV S.A.-Grupo Squirrel  | Privada     |

- Navarra

| Nombre del canal | Operador                | Titularidad |
| ---------------- | ----------------------- | ----------- |
| Navarra TV       | Sumando Comunicación    | Privada     |
| Navarra TV 2     | Sumando Comunicación    | Privada     |
| ETB1             | Euskal Irrati Telebista | Pública     |
| ETB2             | Euskal Irrati Telebista | Pública     |

- La Rioja

| Nombre del canal | Operador         | Titularidad |
| ---------------- | ---------------- | ----------- |
| TVR              | Rioja Televisión | Privado     |
| La 7 Rioja       | Promecal         | Privado     |

- Comunidad Valenciana

| Nombre del canal     | Operador                                         | Titularidad |
| -------------------- | ------------------------------------------------ | ----------- |
| À Punt               | Corporación Valenciana de Medios de Comunicación | Pública     |
| La 8 Mediterráneo TV | TV Popular del Mediterráneo                      | Privada     |
| BOM Cine             | Squirrel Inversiones SL-Grupo Squirrel           | Privada     |

- País Vasco

| Nombre del canal | Operador                | Titularidad |
| ---------------- | ----------------------- | ----------- |
| ETB1             | Euskal Irrati Telebista | Pública     |
| ETB2             | Euskal Irrati Telebista | Pública     |
| ETB3             | Euskal Irrati Telebista | Pública     |
| ETB4             | Euskal Irrati Telebista | Pública     |

### Audiencia
Cuota media de pantalla mensual, según las mediciones realizadas por Kantar Media, las siguientes cadenas de televisión fueron los más vistas en España en 2022.
| Cadena de televisión | Cuota de pantalla media anual |
| -------------------- | ----------------------------- |
| Antena 3             | 13,9 %                        |
| Telecinco            | 12,3 %                        |
| La 1                 | 9,1 %                         |
| La Sexta             | 6,1 %                         |
| Cuatro               | 5,1 %                         |
| La 2                 | 3 %                           |
| FDF                  | 2,6 %                         |
| Nova                 | 2,3 %                         |
| Trece                | 2,2 %                         |
| Divinity             | 2,1 %                         |
| Neox                 | 1,8 %                         |
| Atreseries           | 1,7 %                         |
| DMAX                 | 1,6 %                         |
| Paramount Network    | 1,6 %                         |
| Mega                 | 1,4 %                         |
| DKISS                | 1,2 %                         |
| Canal 24 horas       | 1,1 %                         |
| Gol Play             | 1,1 %                         |
| Boing                | 0,9 %                         |
| Clan                 | 0,9 %                         |
| Ten                  | 0,8 %                         |
| Be Mad               | 0,7 %                         |
| Disney Channel       | 0,6 %                         |
| Real Madrid TV       | 0,5 %                         |